# Meiboom

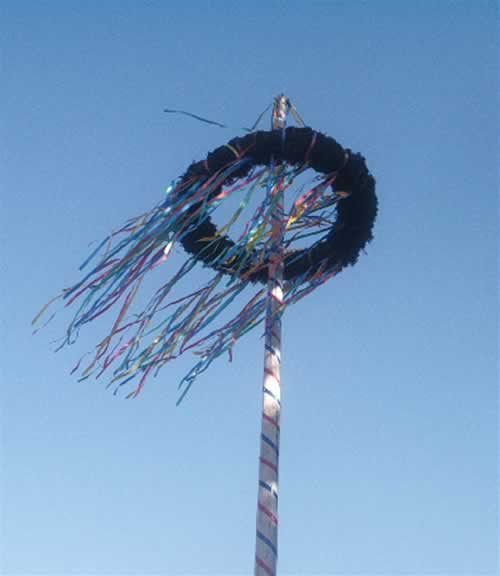
Een Maibaum in Kalkar (Duitsland), 2007

Het planten van een meiboom (ook wel meij of mei) is een oud Germaans gebruik dat nog altijd voorkomt in grote delen van Europa. Het ritueel van het planten van de meiboom vindt nog plaats in meerdere landen en gaat vaak gepaard met feestelijkheden.

## Kenmerken

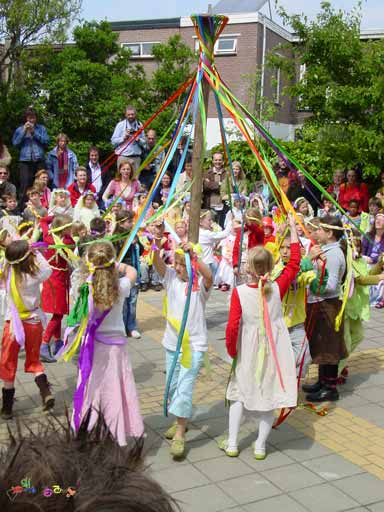
Een Pinksterkroon

Een meiboom is een versierde paal of boom. Het oprichten van de boom gaat gepaard met verschillende rituelen, deze verschillen per gebied. De boom wordt vaak geplant op 1 mei, of op de vooravond daarvan (30 april). In andere gebieden gebeurt dit tijdens het Midzomerfeest of Pinksteren. De meiboom wordt in veel gevallen op het dorpsplein (brink), tussen de kerk en de herberg, geplant.
Er worden verschillende soorten bomen gebruikt, zoals de conifeer, es, den, spar en berk. De boom werd in optocht vervoerd met één of meer versierde wagens, de zogenaamde meiwagens. In sommige gevallen werd de optocht vergezeld door een muziekkorps en werd gebruikgemaakt van zelfgemaakte waldhoorns (vergelijkbaar met de midwinterhoorn), meifluitjes, hoppen of pijpen. Deze fluitjes werden gebruikt om de heksen, de boze geesten die het meifeest konden bederven, te verjagen.

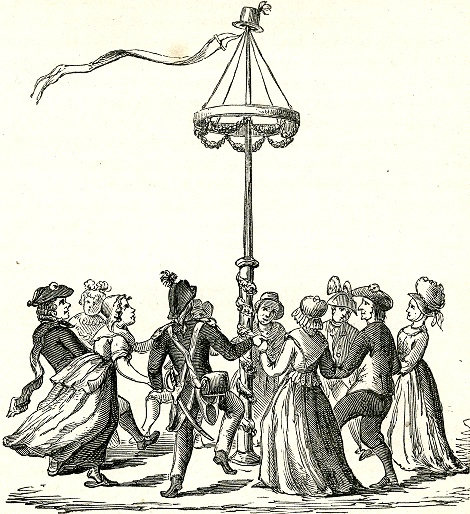
Het Meifeest, 1798

De meiboom wordt versierd met een vlag of vlaggetjes, strikken, linten, kronen, bladeren, bloemen en planten (zoals de jeneverbes, fluitekruid, boterbloemen), gekleurde wol, papier (crêpepapier) en slingers. Boven op de meiboom wordt wel een meidoorntak geplaatst. In andere gevallen worden de takken van de boom verwijderd en blijft een kale stam met kroon over. Ook wordt wel een (gestolen) haan in een kooi omhoog gebracht. Weer andere gebieden hebben kransen of een zon (of zonnewiel) op of aan de paal, wimpel(s) en windwijzers.
De wijze van versieren verschilt per gebied.
De meiboom wordt soms bewaakt, omdat naburige dorpen proberen de meiboom te stelen of beschadigen. Dit zou ongeluk brengen. Dit komt ook voor bij het paasvuur, wat in verband staat met de meiboom (vaak is de meiboom het centrale deel van het paasvuur, ook de palmpasentak staat in verband met de meiboom).
Rondom de meiboom vinden reidansen plaats. Meisjes dansen rond de meiboom en de meigraaf werpt zijn krans, zo wordt de meigravin of meikoningin van het jaar gekozen. Ook zijn er lintendansen bekend, waarbij linten worden verweven. De meiboom komt in volksliedjes voor.
Een ander gebruik is het paalklimmen. Soms om de touwen te verwijderen die zijn gebruikt om de meiboom op te richten, in andere gevallen moet het voorwerp op de meiboom rondgedraaid worden om geluk te brengen.
De meiboom wordt (na de meimaand) afgebroken. In bepaalde gebieden zoals in Zuid-Limburg en Zuid-Duitsland blijft de meiboom het gehele jaar staan.
Na de reformatie werd in veel gebieden opgetreden tegen het gebruik, waardoor het in bepaalde gebieden verdwenen is. Toch bleven meifeesten rond meibomen (met meidansen, meikoninginnen en meigraven) ook na de kerstening van Europa voortbestaan.

## Vieringen

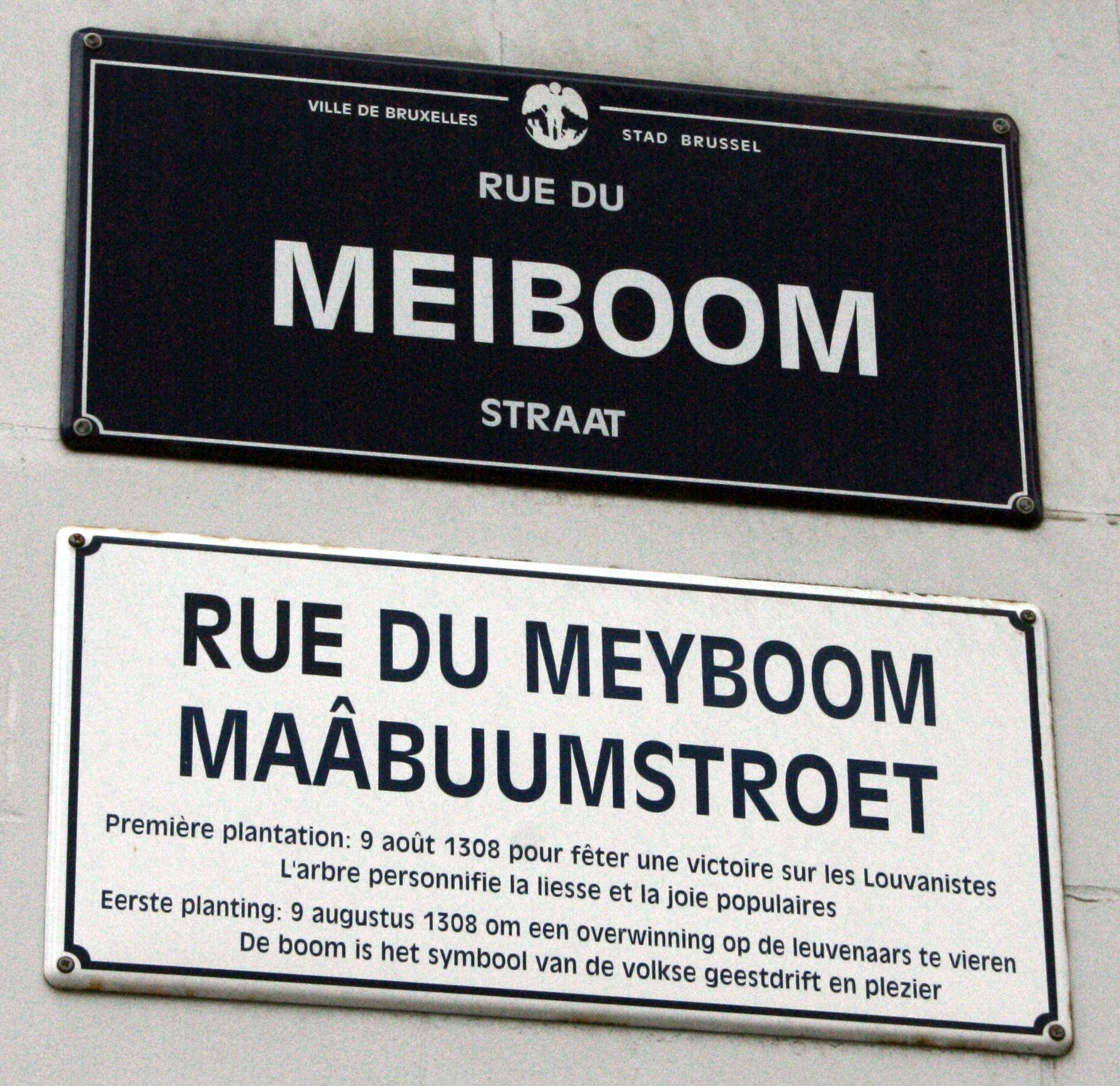
De Meiboomstraat in Brussel

### België

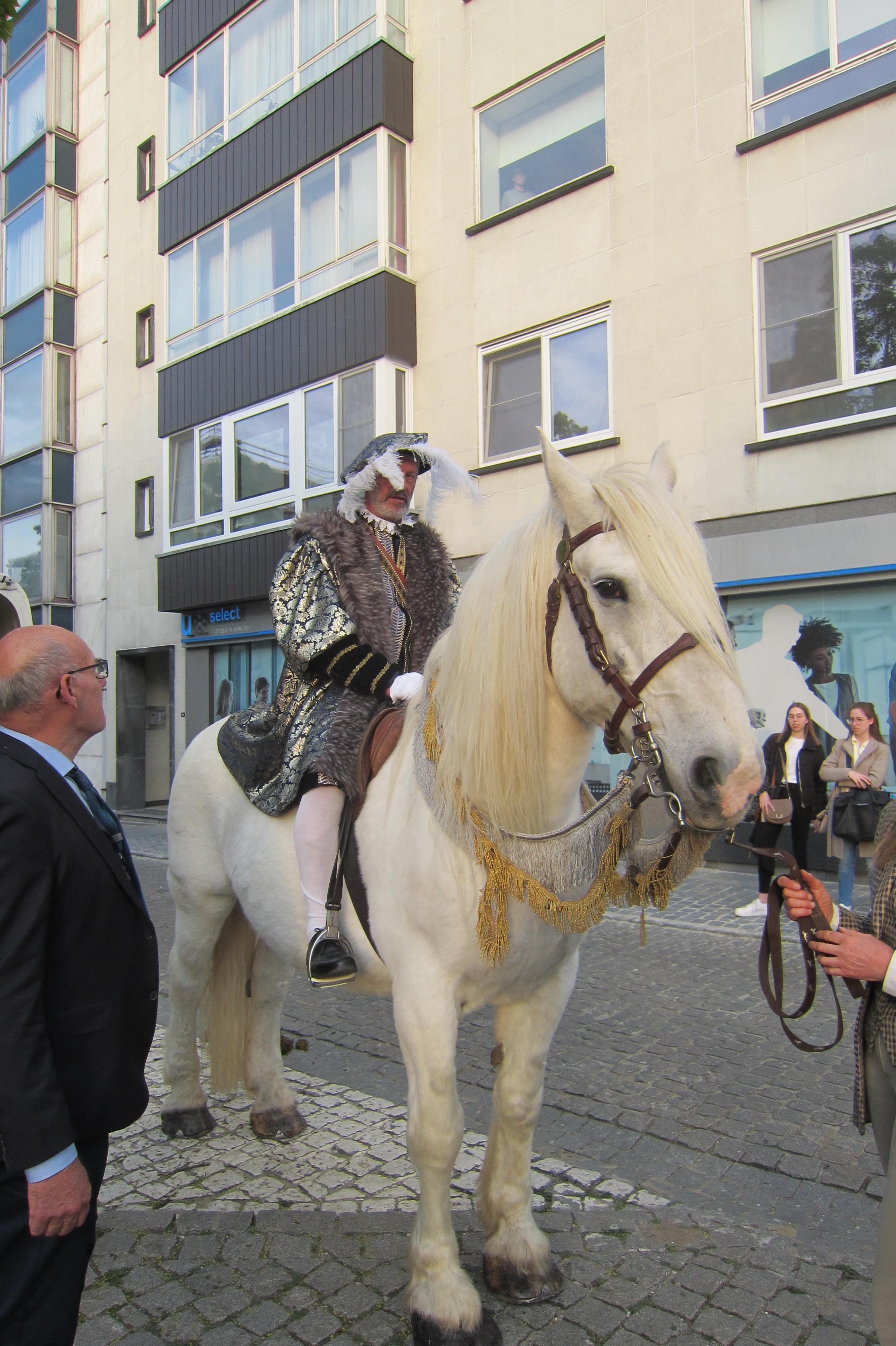
Meigraaf te paard, Hasselt, 30 april 2023

De meiboomplantingen van Brussel en Leuven vinden plaats in augustus. In beide steden geeft die meiboomplanting overigens aanleiding tot het oprakelen van een eeuwenoude twist, waarbij ze elk beweren "de echte meiboom" te planten.
In Belsele plant het Vlaams Nationaal Jeugdverbond ieder jaar de meiboom op 1 mei. Het traditioneel planten van de meiboom (een zilverberk) wordt voorafgegaan door meispelen waarbij de jongeren strijden voor titel van Meigraaf. Na het planten van de  meiboom wordt de Meigraaf en zijn Meigravin geëerd met volksdansen en vendelzwaaien. Met het planten van de meiboom wil men de volkse tradities in ere houden mbt tot de vruchtbaarhied
In Hasselt heeft sinds 1538 de meiboomplanting plaats op de vooravond van 1 mei, nl 30 april. De traditie dateert uit de tijd dat de Hasseltse rederijkerskamer De Roode Roos op meiavond een meigraaf koos (1557). Sinds 2023 is naast een meigraaf ook een meigravin actief. Aan de stadswallen kwamen de gezellen bijeen om het Meiliedeken te zingen. Nog steeds komen de leden van de rederijkerskamer samen ter hoogte van de vroegere Jongmanstoren. De zogenoemde burgemeester van Het Dorp voert dan het woord aan De Reddelberg aan het standbeeld van de dichter Hendrik van Veldeke.  Ze gaan met de meiboom naar de Grote Markt en planten hem daar. Muziekmaatschappijen spelen er het Meiliedje. Het lied dateert uit de 17de eeuw en werd ooit ten onrechte toegeschreven aan Vondel. Componist Maurice Leenders schreef in 1870 een arrangement en de dirigent van Sint-Cecilia, Alexis Pierloz (1853-1919), schreef de bezetting voor het hedendaagse Meiliedje.  Vooraf aan de planting van de meiboom verbant men de winter.

### Nederland

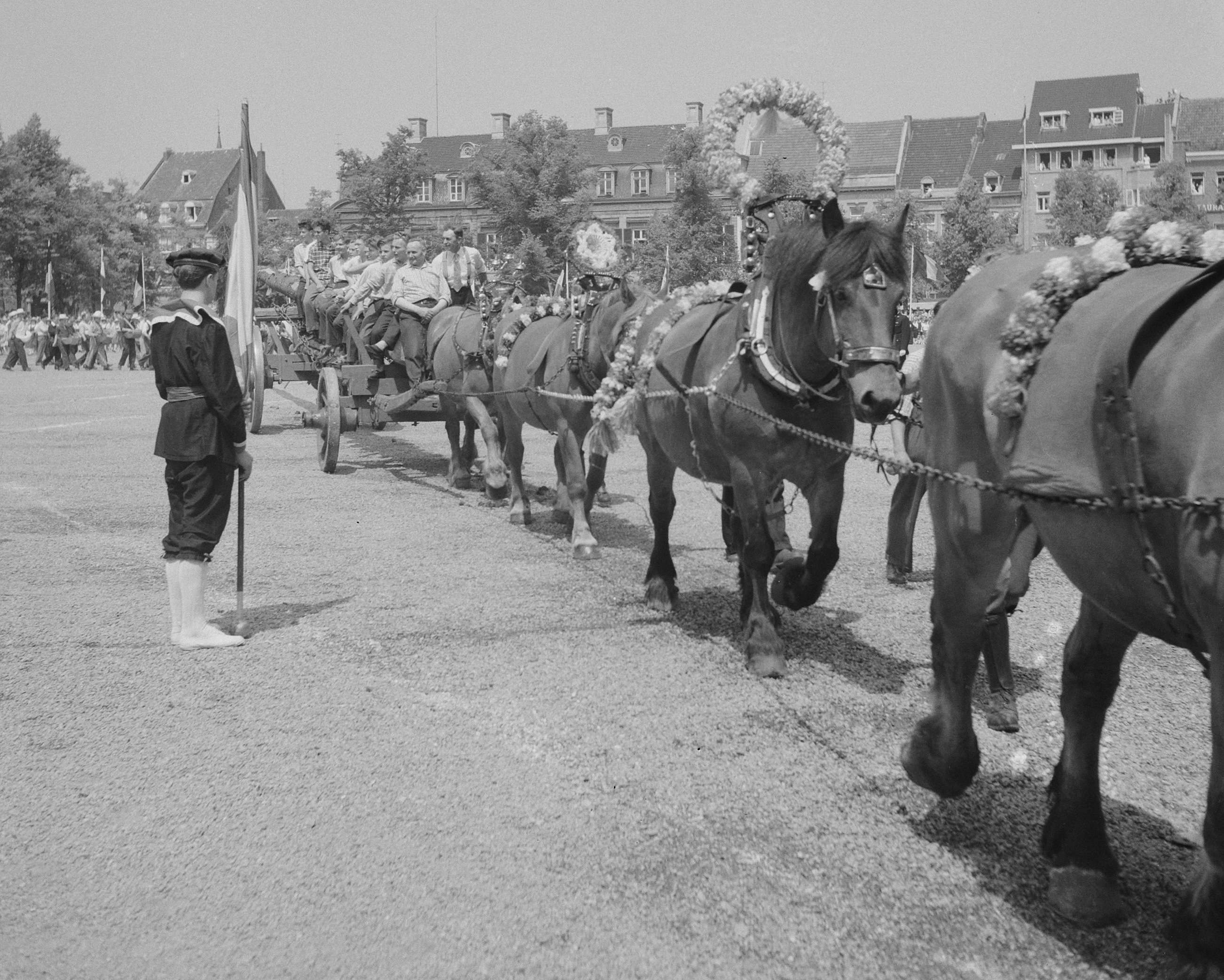
Meiboomgroep in folkloristische optocht op het Vrijthof in Maastricht t.g.v. het bezoek van koning Boudewijn, koningin Juliana en prins Bernhard in 1959

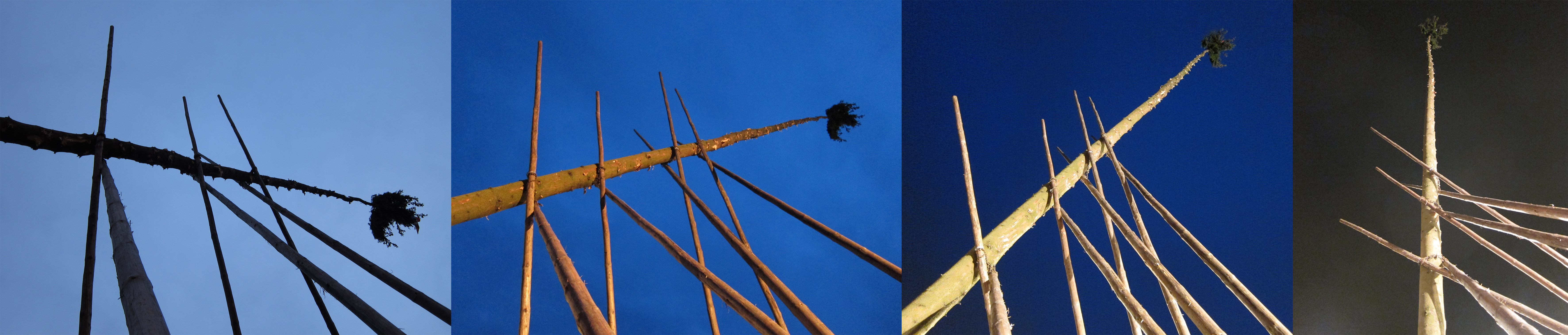
Meiboom in Eckelrade, 2012

In Zuid-Limburg wordt in veel dorpen (te weten Mheer, Noorbeek, Sibbe-IJzeren, Banholt, Margraten, Eckelrade, Valkenburg en enkele andere dorpen) nog elk jaar een den geplant (net als in de Eifel). Dit gebeurt vaak door óf de plaatselijke schutterij, die de den meestal plant bij de schutterskoning, óf door de jonkheid (een vereniging ongehuwde mannen). In Valkenburg aan de Geul wordt de den overigens gestolen ('geklauwd') uit het bos door de jonkheid 'Boete de Poort'. Hij wordt goed bewaakt om niet door andere jonkheden gestolen te worden en op de laatste zaterdag voor mei wordt de mei-den rechtgezet op het Grendelplein, onderaan de Cauberg. Op die dag worden ook de 'meikoningin' en het 'meipaar' uitgeroepen. Ook in andere plaatsen wordt een meiboom geplant, zoals in Appingedam en in Schinveld waar gedurende twee weken een strijd plaatsvindt tussen de meiverenigingen "De Jonkheid" en "De Getrouwden" om het bezit van de dennenstaak.
In Gouda werd in 1494 een bedrag betaald om de gaten, die gebruikt waren voor het planten de meiboom, voor het raadhuis dicht te maken.
De Britse ambtenaar Samuel Pepys beschrijft in zijn dagboek van 14 mei 1660 het gebruik van de meiboom in Den Haag: "may-poles, which we saw there standing at every great man’s door, of different greatness according to the quality of the person".
Op Schiermonnikoog wordt Kallemooi gevierd; een traditie op dit eiland, waarbij op de zaterdagavond voor pinksterzondag een meiboom (of Kallemooimast) omhoog wordt gehesen met bovenin een grote mand met daarin een 'gestolen' haan uit het dorp. Na drie dagen gaat de mast weer naar beneden en wordt de haan in een optocht weer teruggebracht naar de rechtmatige eigenaar. De haan kan dan terug in zijn hok en naar zijn hennen, waarna de eigenaar iedereen ter plaatse trakteert op een drankje. De dierenbescherming vindt dit gebruik niet diervriendelijk. Ook in andere gebieden werd dit feest in het verleden gevierd. Er zijn vermeldingen uit het Groningse Zoutkamp  .
In Deventer werden de Pinksterkronen in 1679 verboden, ze werden vervangen door meibomen. In 1704 werden ook de meibomen verboden. De meibomen werden toen vervangen door staken, omhangen met hoepels en slingers. Op tweede Pinksterdag wordt er in een of twee kringen omheen gezwierd, het zogenaamde rozen.
Daarnaast is het in sommige gedeelten van Nederland en België (onder andere de Achterhoek en Limburg) de gewoonte om, wanneer een nieuw gebouwd huis het hoogste punt van de bouw bereikt heeft, een 'meiboom' tegen dit punt aan te zetten. De meiboom staat ook in dit geval symbool voor vruchtbaarheid en voorspoed. De boom wordt door buurtbewoners uit bijvoorbeeld een naburig bos gehaald en na de plaatsing wordt er een glaasje gedronken en wordt er samen geproost. De mei wordt soms op het gebouw geplaatst, in andere gevallen ertegenaan of er vlakbij. In sommige gevallen moet een vergunning aangevraagd worden als men een meiboom wil planten.
In Drachtstercompagnie werd een huis Skrale jammer genoemd, omdat na het plaatsen van de meiboom geen balkenbier werd geschonken aan het werkvolk. In een ander verhaal krijgt de voorman twee rijksdaalders als de meiboom wordt geplant.
Volgens een volksverhaal werd er een meiboom geplant op de plek waar de zwerfsteen Amersfoortse Kei begraven was op de Varkensmarkt.

### Groot-Brittannië en Ierland

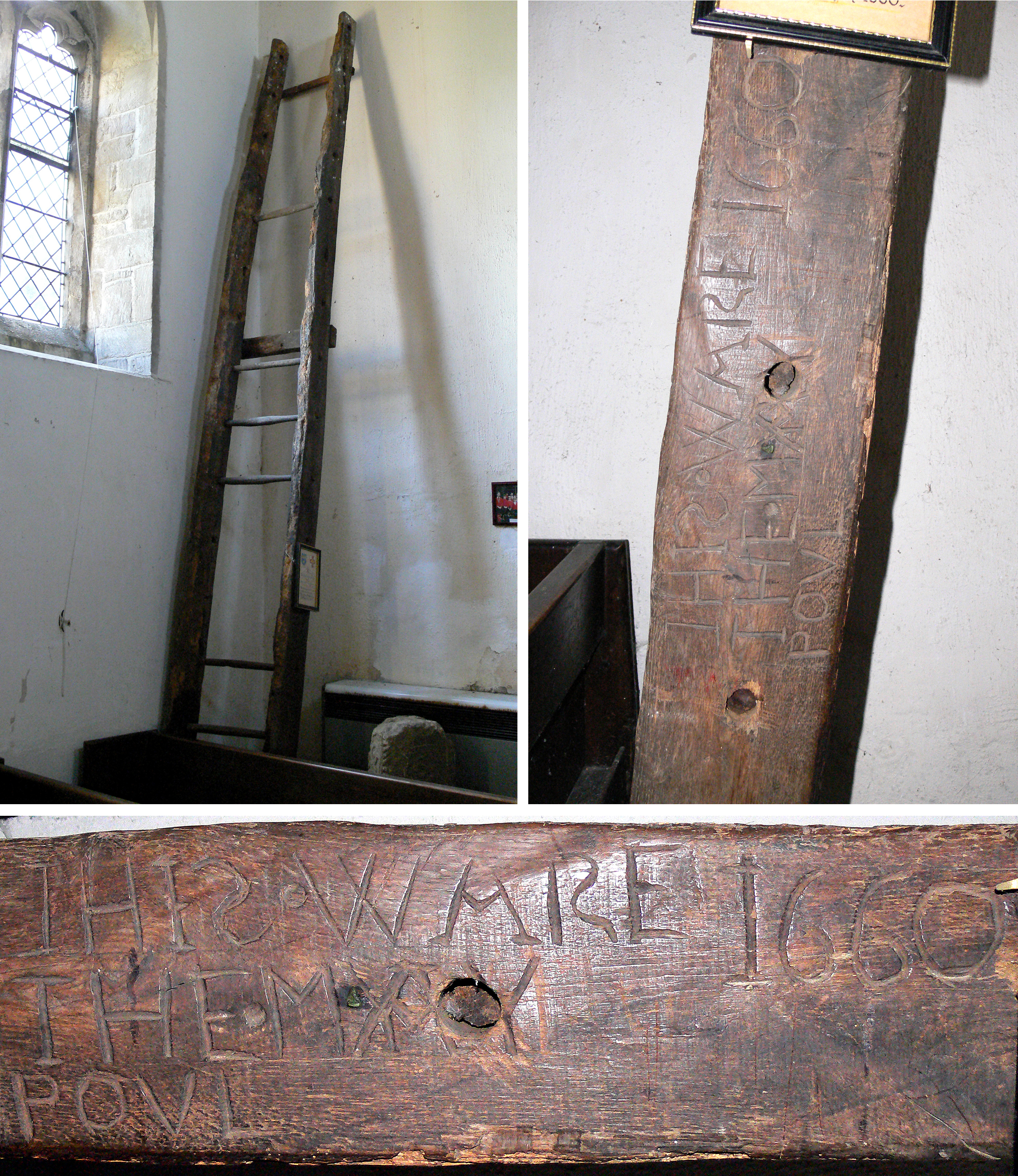
De meifeesten werden verboden en in 1660 nieuw leven in geblazen. In de meiboom van Castle Bytham, Lincolnshire, werd de datum ingesneden (de boom werd later in tweeën gehakt om gebruikt te worden als een ladder in St James' church)

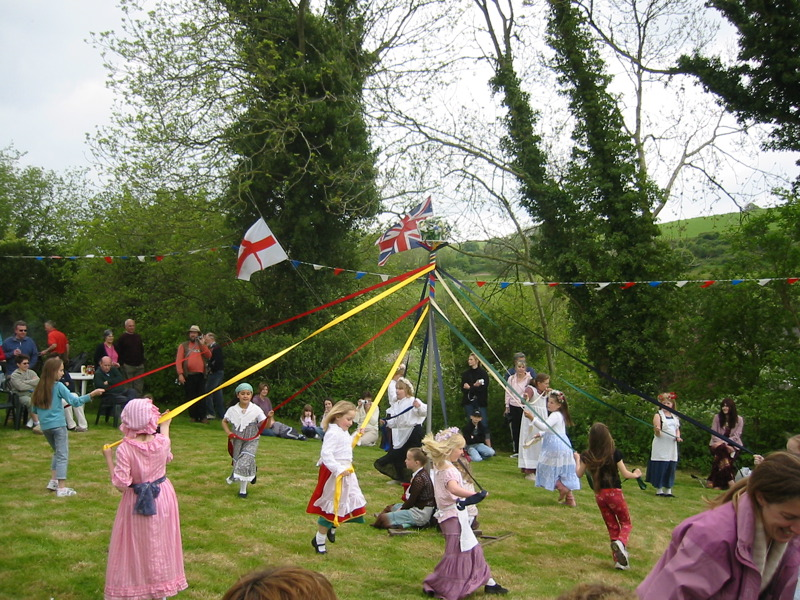
Dansen rond de meiboom, Engeland, 2006

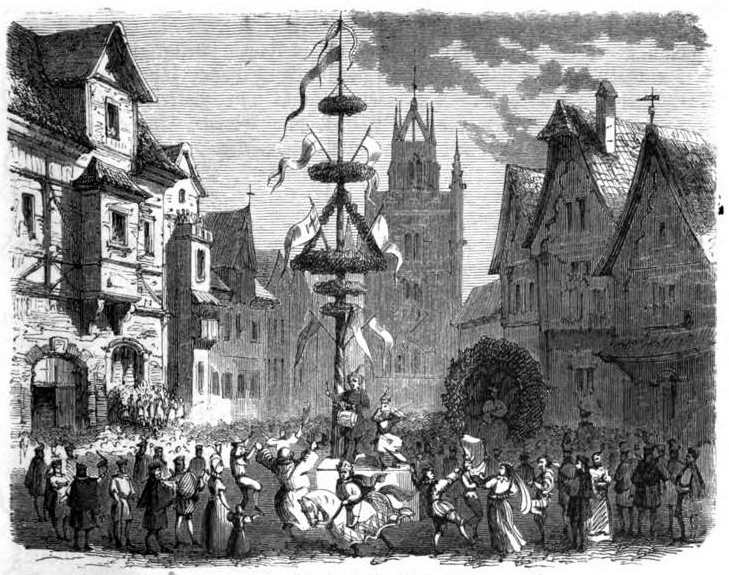
Maypole dancing, Das festliche Jahr in Sitten, Gebräuchen und Festen der germanischen Völker, 1863

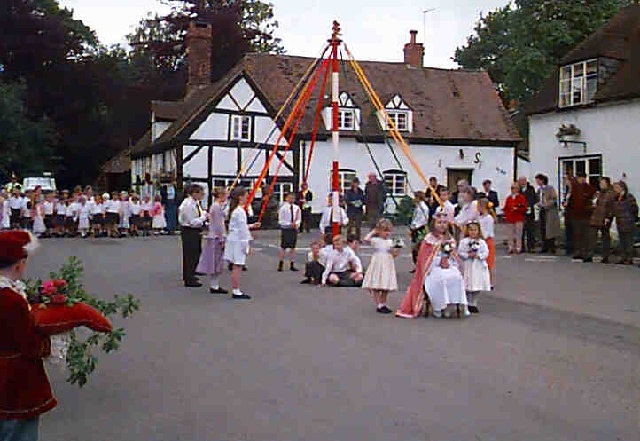
De kroning van de Queen of may op Oak Apple Day (29 mei 2004)

Ook in Groot-Brittannië en Ierland komen gebruiken rondom de meiboom (Maypole, May-pole of in Wales: Birch) voor. De oudst bekende vermelding van een meiboom komt voor in een gedicht uit de 14e eeuw van Gryffydd ap Adda ap Dafydd, waarin de meiboom van Llanidloes voorkomt.
De opkomst van het protestantisme in de 16e eeuw heeft geleid tot toenemende afkeuring van maypoles en andere gebruiken rondom 1 mei, ze werden gezien als afgoderij. Onder de regering van Edward VI in Engeland en Wales werd het Anglicanisme uitgeroepen tot staatsgodsdienst en onder de Reformatie werden veel meibomen, zoals de beroemde Cornhill meiboom van Londen, vernietigd. Als Maria I de troon bestijgt na Edwards dood, herstelde ze het rooms-katholicisme weer en de praktijken rondom de maypoles werden in sommige gebieden hersteld.
In Schotland verdwenen de gebruiken rondom de meiboom grotendeels door grote invloed van het presbyterianisme.
Dansen met verweven linten rondom de meiboom komt in verschillende gebieden voor. De maypole wordt vaak op het dorpsplein opgericht en de festiviteiten worden vaak begeleid door Morris dance-groepen. Ook komt de kroning van de May Queen voor.
De grootste maypoles staan in Nun Monkton (88 feet), Barwick-in-Elmet (86 feet) en Welford-on-Avon (65 feet). In Barwick-in-Elmet maken meidansen en Morris dansen deel uit van de feestelijkheden, ook is er een processie. Elke drie jaar wordt de meiboom geïnspecteerd. Als de boom wordt rechtgezet, wordt in de paal geklommen om de touwen los te maken. De klimmer wordt dan aangemoedigd om tot boven in de meiboom te klimmen, om daar the fox te laten draaien en zo het dorp geluk te brengen.
In het Welsh wordt een meiboom Y Fedwen Fai genoemd. Het planten of oprichten van de meiboom wordt Pawl Haf of godi'r Fedwen genoemd.

### Scandinavië
In Denemarken zijn de gebruiken rondom de meiboom (majtræ, majstang of sommerspæret) zo goed als verdwenen. Het komt nog wel voor op Avernakø en Strynø en in enkele dorpen in Himmerland.
In Zweden en het Zweeds sprekende gedeelte van Finland wordt de midsommarstång of majstång gebruikt tijdens het Midzomerfeest (Jonsok). Små grodorna wordt gedanst en gezongen.

### Duitsland en Oostenrijk

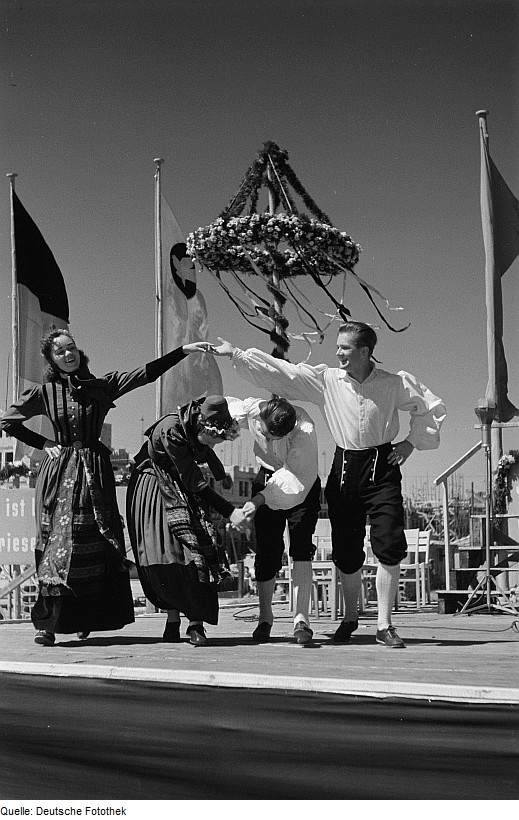
Volksdans in Duitsland, 1952

In Duitsland en Oostenrijk wordt de Maibaum vaak op (de vooravond van) 1 mei geplant. In andere gevallen wordt de ceremonie met Pinksteren gehouden. In verschillende gebieden in Duitsland kent men ook het fenomeen Pfingstbraut (Pinksterbruid), maar met een andere invulling die nauw verweven is met de Maimann. Zij heeft de schone taak de Maimann bij zijn rondgang door het dorp te beschimpen en belachelijk te maken.
Er vindt vaak een processie plaats voor het planten. Jonge mannen versieren de meiboom met tekens die regio vertegenwoordigen. Er wordt vaak een wacht aangesteld, omdat naburige dorpen de meiboom kunnen komen stelen. Na het planten volgt een Tanz in den Mai. De meibomen worden op verschillende manieren opgericht, soms met gebruik van moderne hulpmiddelen (kranen). In Neder-Oostenrijk worden touwen en ladders gebruikt.
De Maibaum blijft vaak de gehele maand staan en wordt dan weer afgebroken. De versieringen worden opgeborgen tot het volgende jaar. In Beieren blijft de Maibaum het gehele jaar staan.

### Tsjechië
De stavění máje wordt in Tsjechië geplant. In Moravië wordt deze meiboom geplant op de feestdag van de plaatselijke heilige.

### Rusland
In Rusland wordt de meiboom (een jonge berk) op de donderdag voor Pinksteren geplant en met slingers, kleurige linten, vrouwenkleding of doeken omhangen. Na drie dagen wordt de boom naar een rivier gebracht en hier in gegooid, gevolgd door een krans.

### Spanje

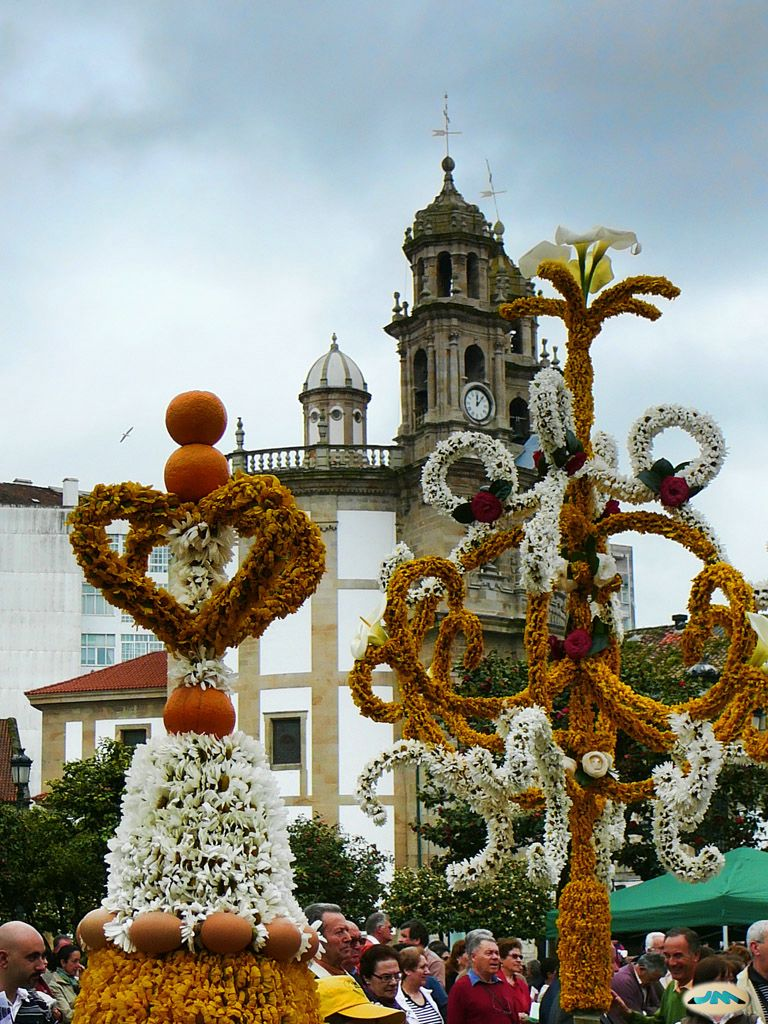
Festa dos Maios in Pontevedra

In Galicië wordt het meifeest Mayos of festa dos Maios genoemd, het wordt vergezeld door zang (cantar dos Maios) en dans (danzas os Maios). De meiboom wordt palo alto genoemd.
In Catalonië wordt de meiboom arbre de maig of pal de maig genoemd.

### Germaanse meifeesten
De Germanen en West-Slavische volkeren kenden ook een in mei gehouden vruchtbaarheidscultus. Grootse feesten werden gevierd rond op open plekken opgerichte bomen of boomstammen, die later Meibomen zijn gaan heten. Zoals de Romeinen vierden ook de Germanen in mei de zich opnieuw manifesterende groeikracht van de natuur en de overwinning van de zomer op de winter.

## Symboliek
Als symbool refereert de meiboom aan de levensboom ten teken van vruchtbaarheid. In de oude mythologieën van het noordelijke deel van Europa was dat Yggdrasil. Boven in de meiboom hangt een groene krans als symbool van het zonnerad. Het wordt aan gang gebracht door de jeugd.

## Afbeeldingen

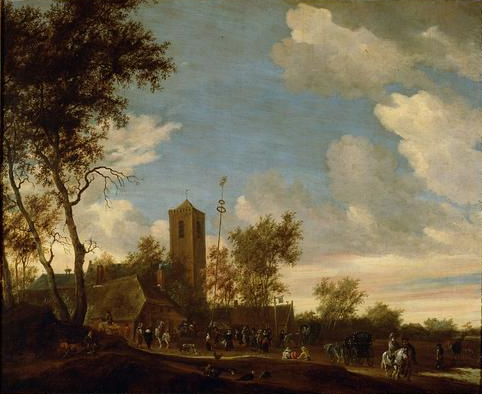
Feest onder de Meiboom, Salomon van Ruysdael, 1655
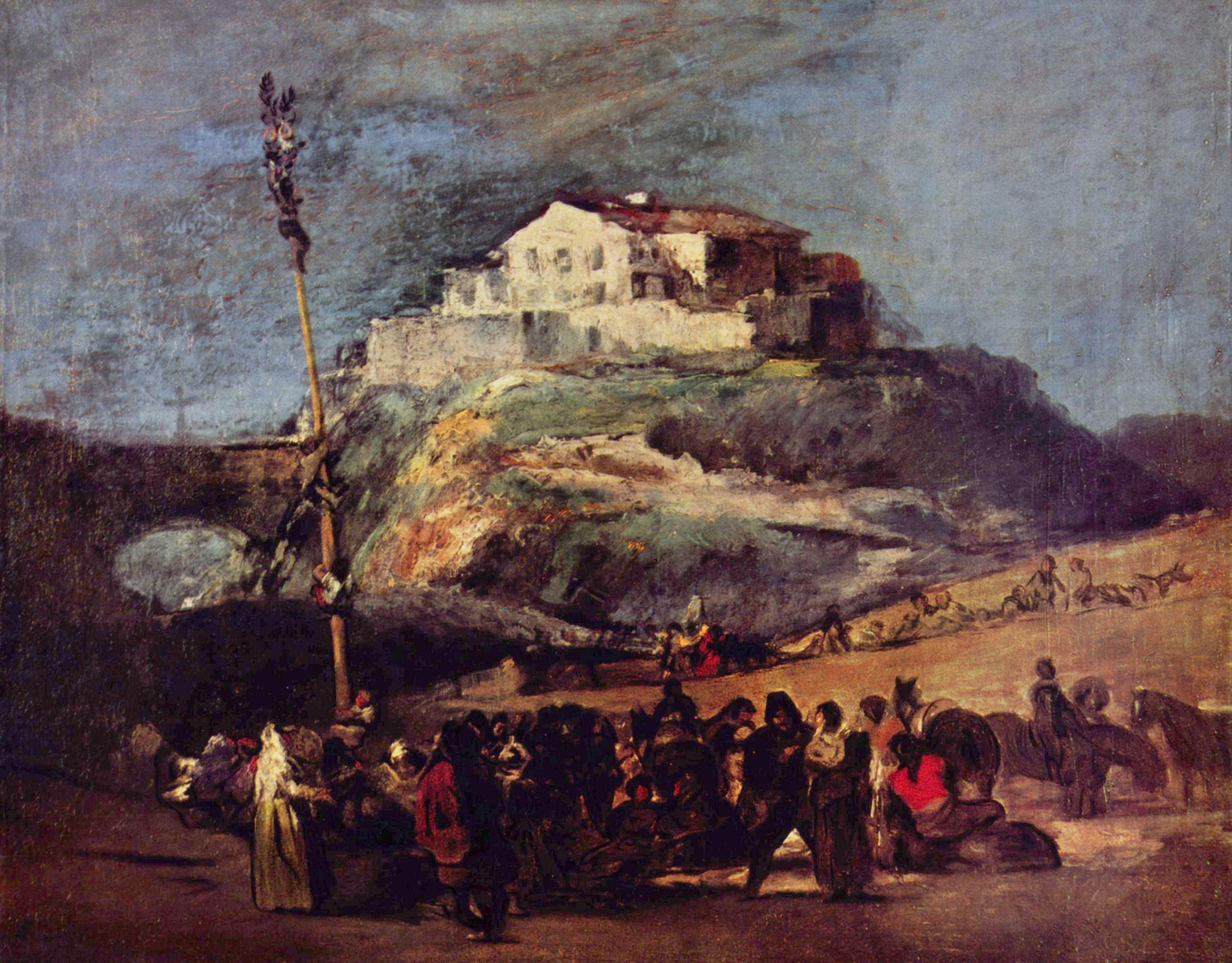
El árbol de mayo, Francisco de Goya, 1816-18
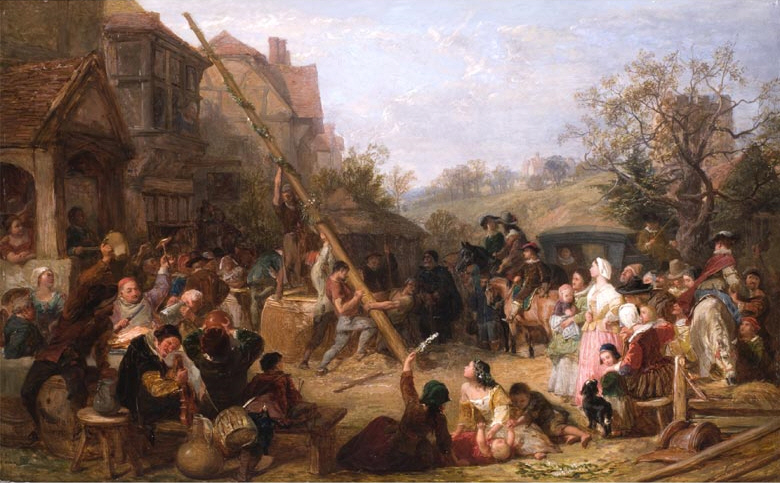
Raising the Maypole, Frederick Goodall, 1855
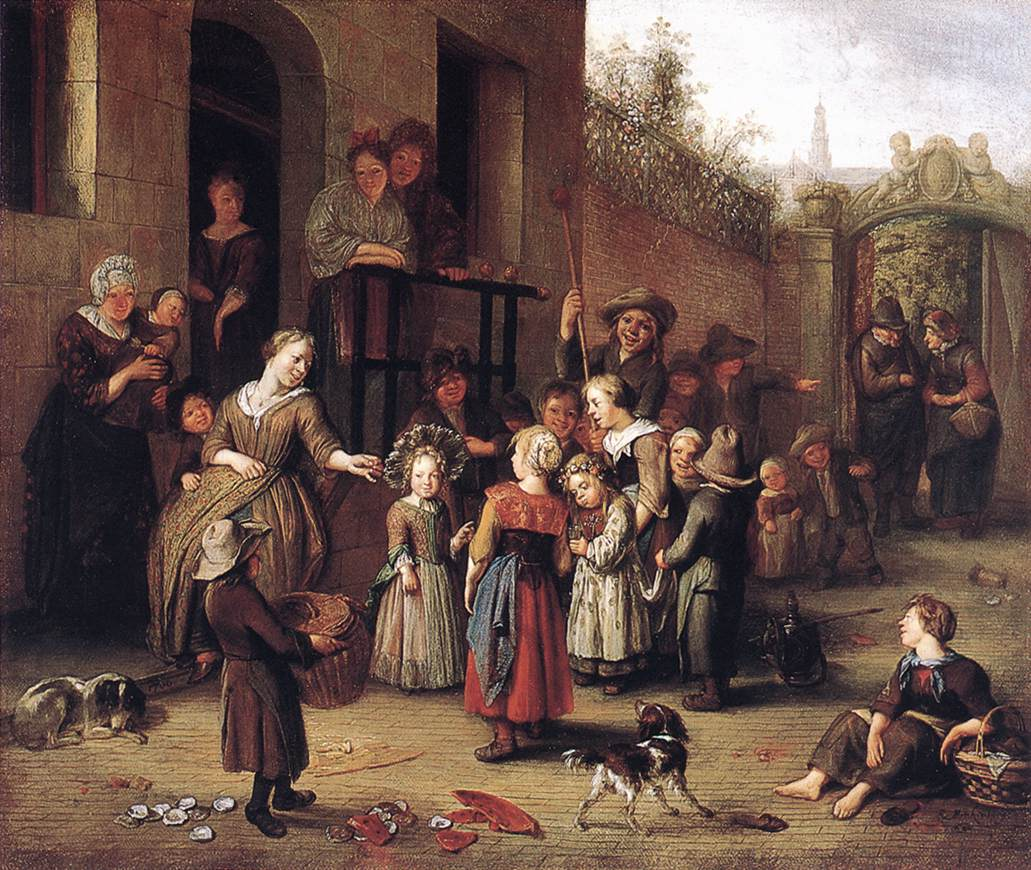
Meikoningin, Richard Brakenburgh, 1700
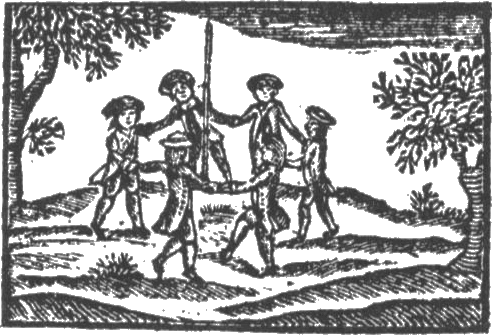
Dancing round the May-Pole, A Little Pretty Pocket-book, 1767
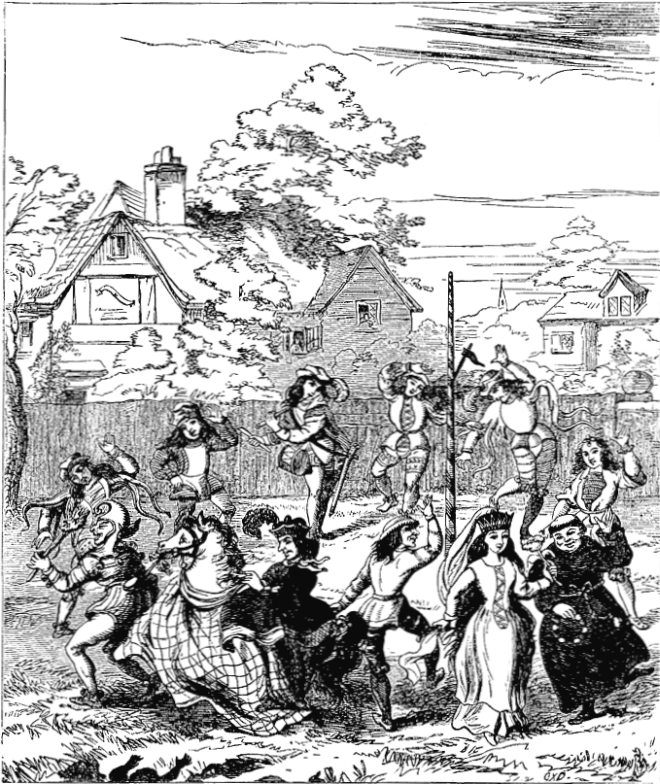
Morris dance bij de Maypole, Chambers Book of Days, 1864
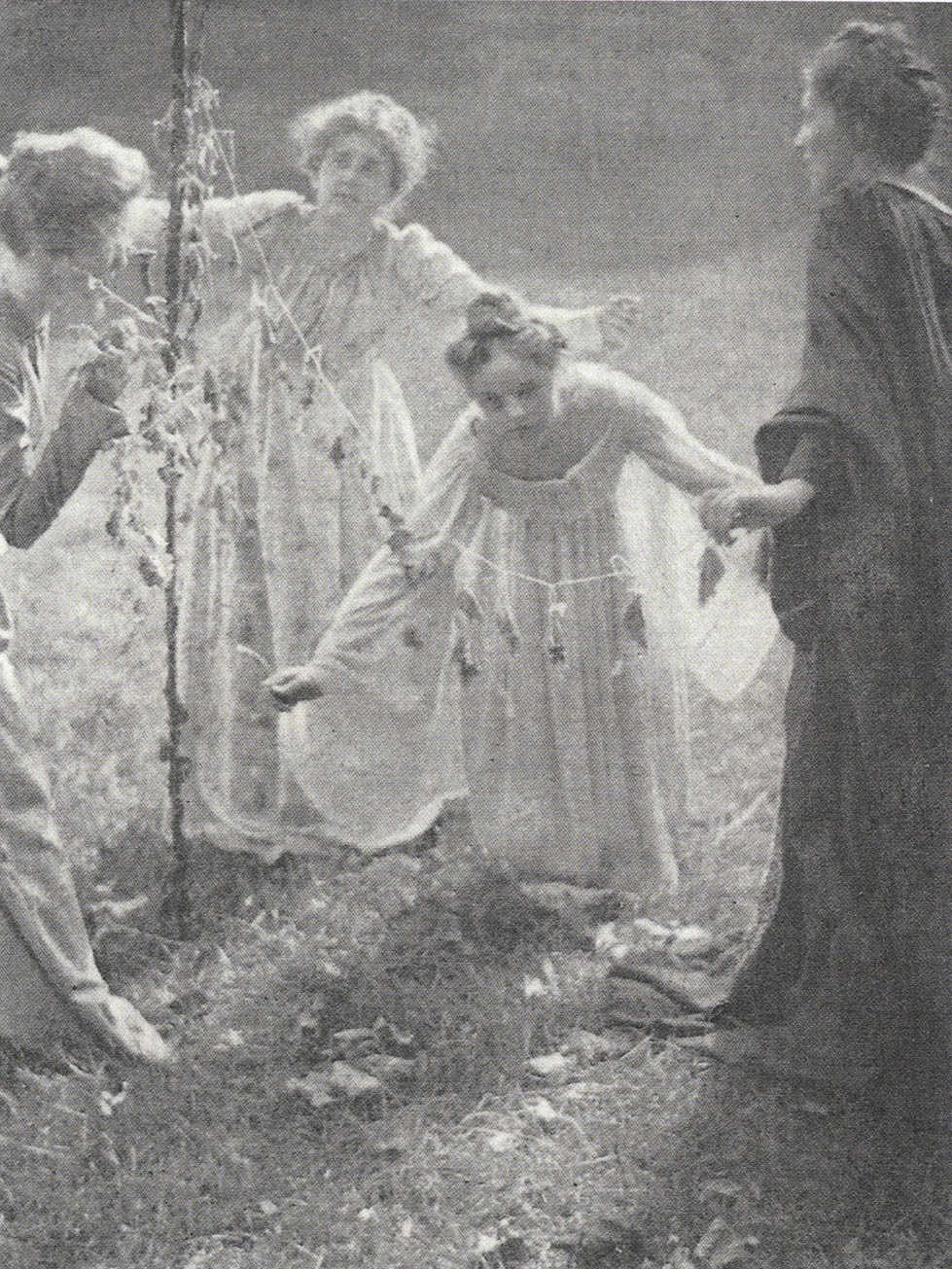
The May Pole, 1899
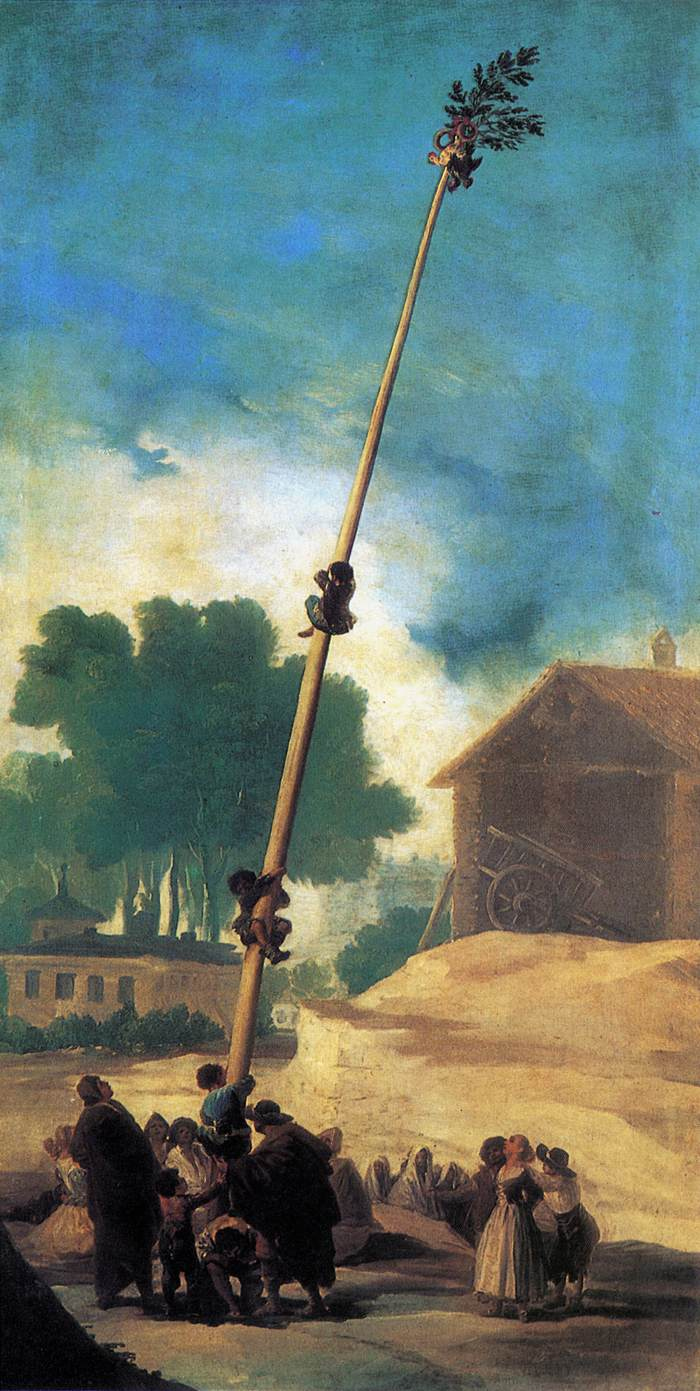
La Cucaña (de boom van luilekkerland of de ingevette klimpaal), Francisco Goya, 1786-87
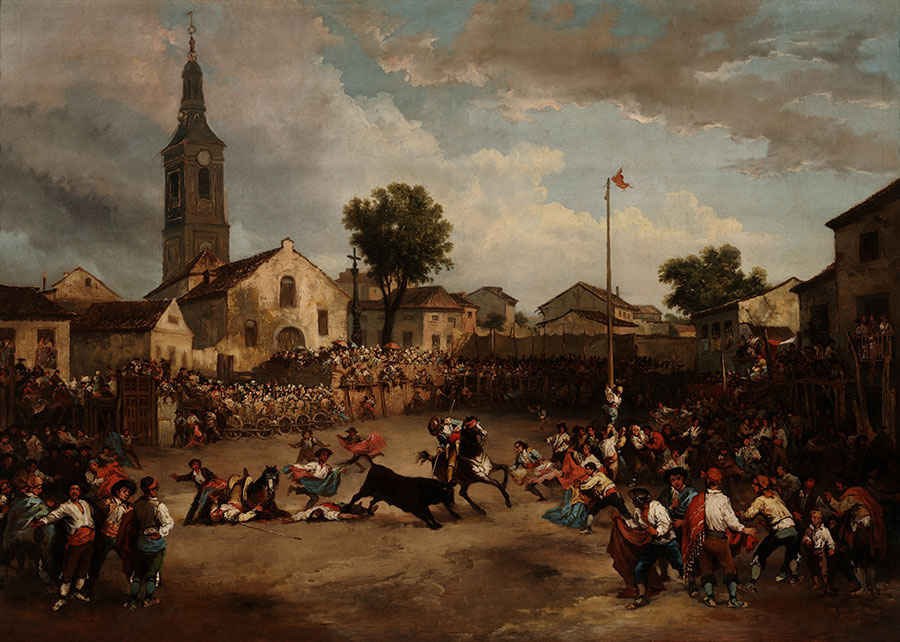
Gran corrida de toros (stierenvechten) y cucaña, Eugenio Lucas Velázquez
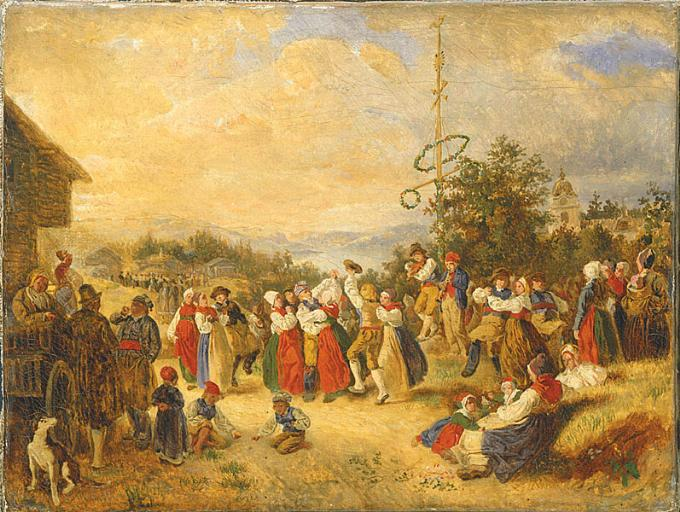
Midsommardans i Rättvik, Kilian Zoll, 1852
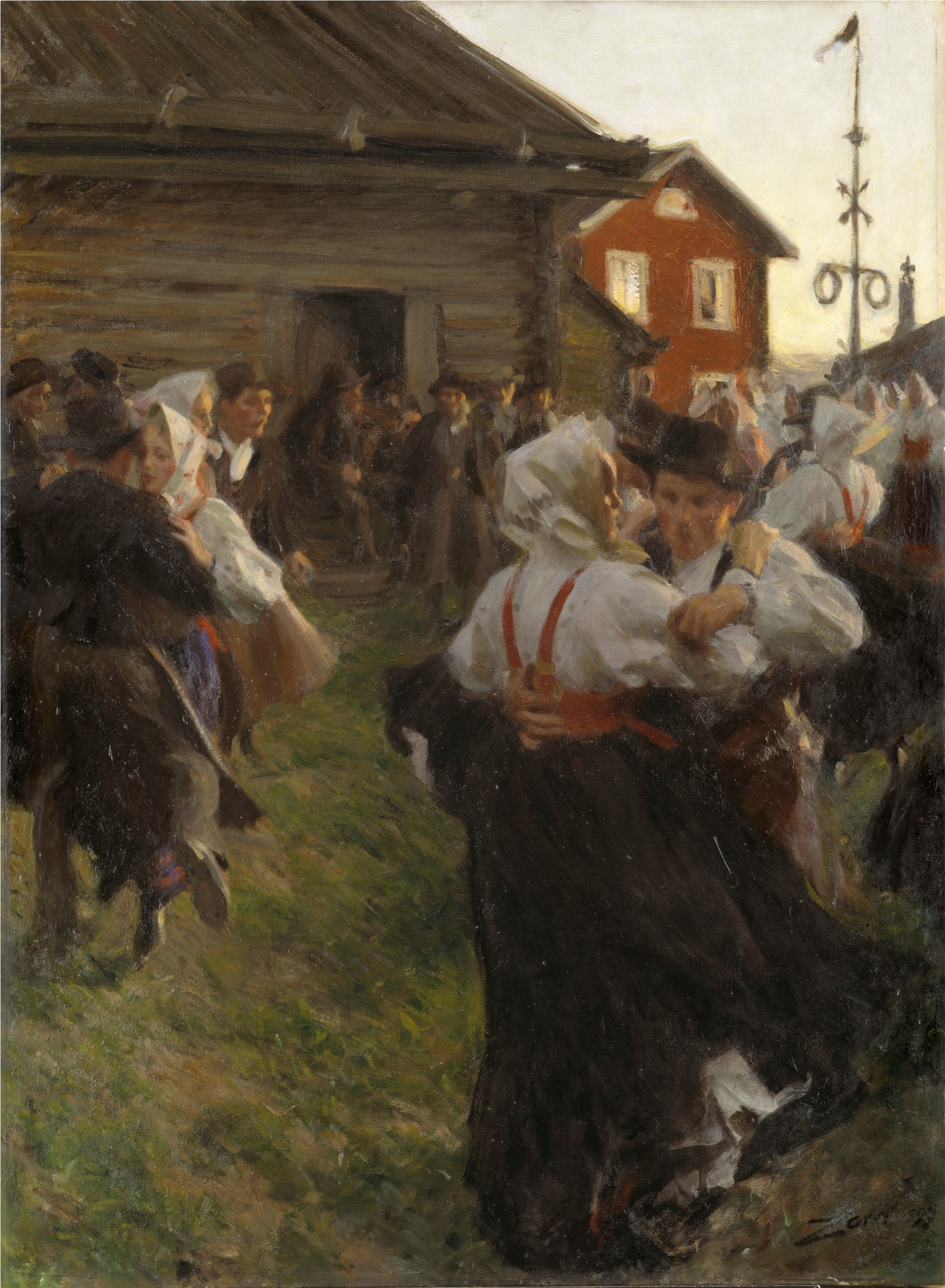
Midzomerdans, Anders Zorn, 1897
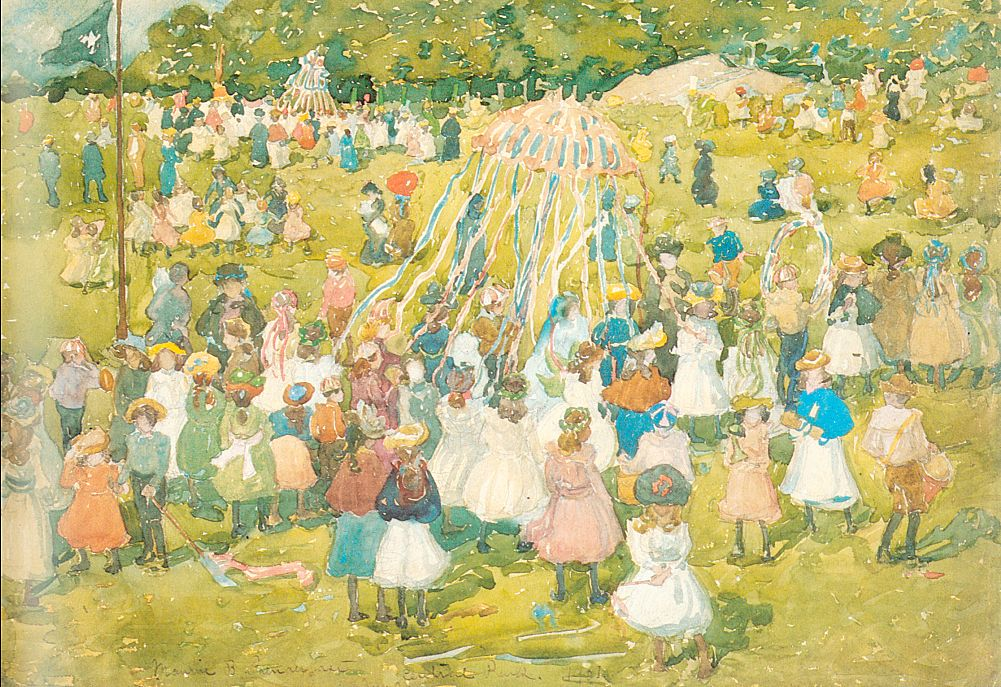
May Day at Central Park, Maurice Prendergast, 1901
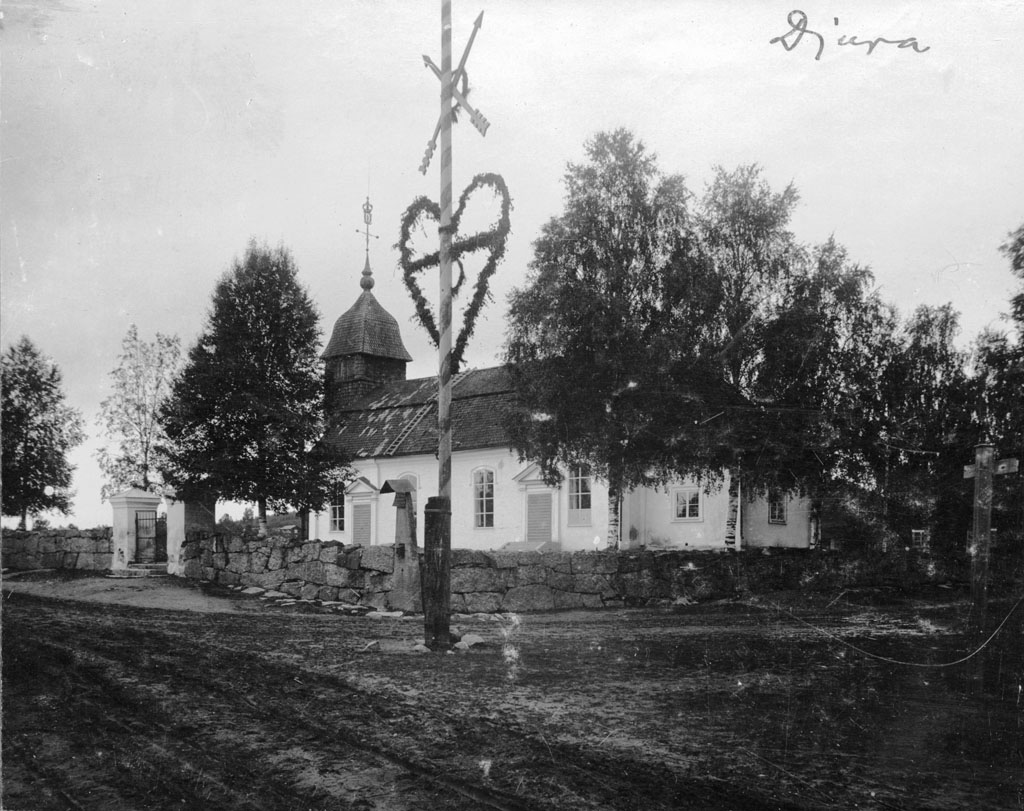
Midsommarstång bij de kerk van Djura in Dalecarlia, ca. 1900
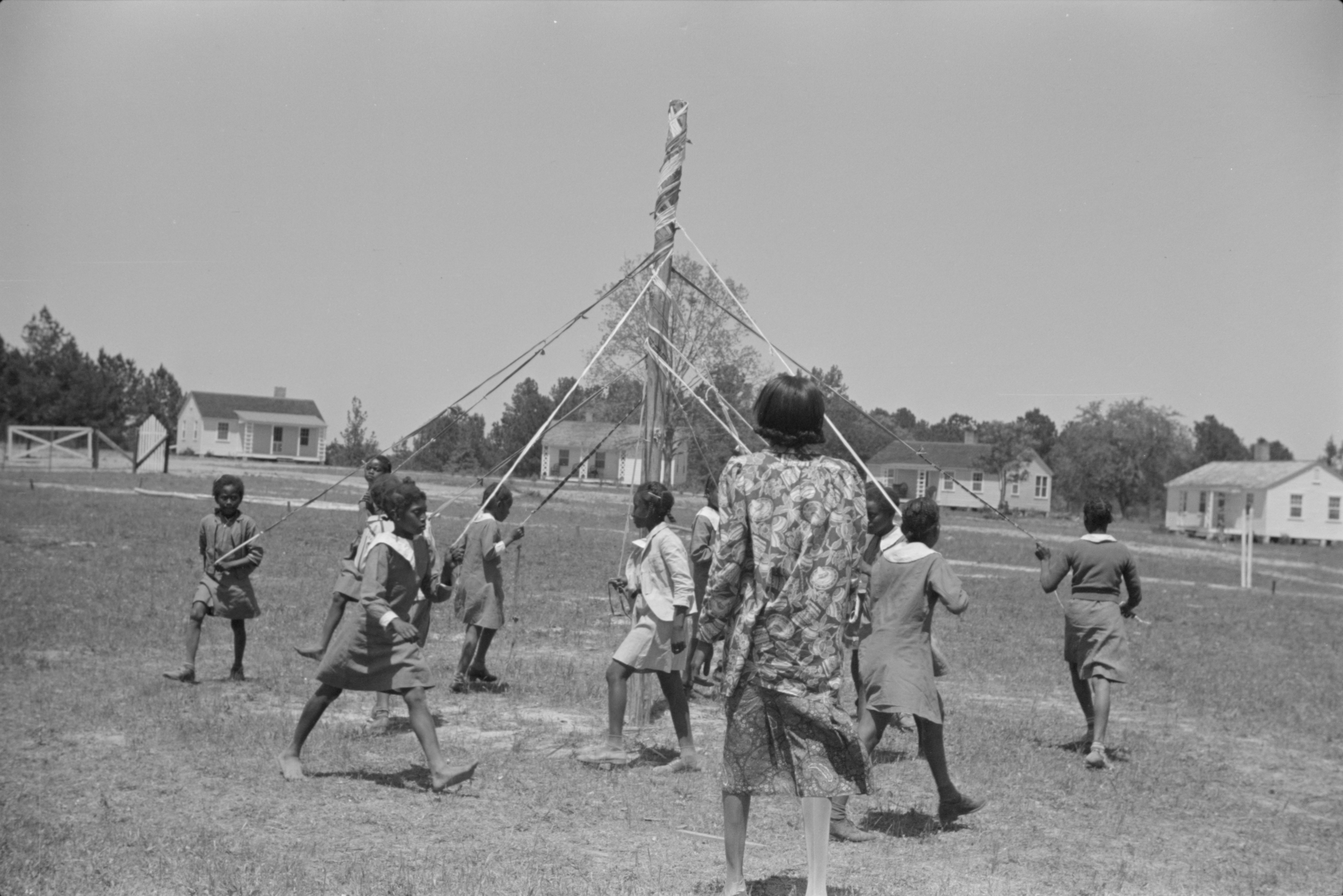
Alabama, 1939
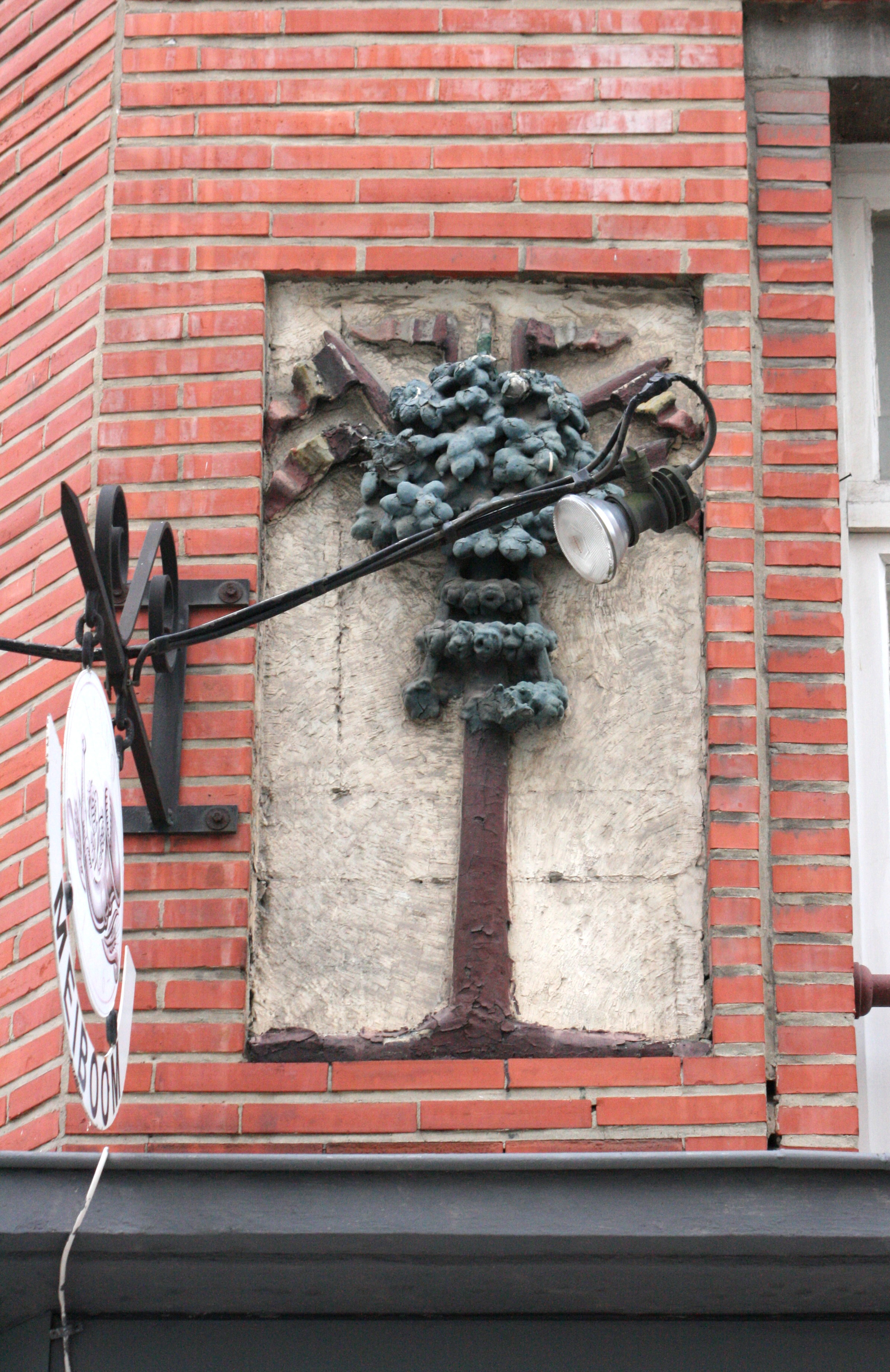
Deze gevelsteen herinnert aan de jaarlijkse planting van de Meiboom, Brussel
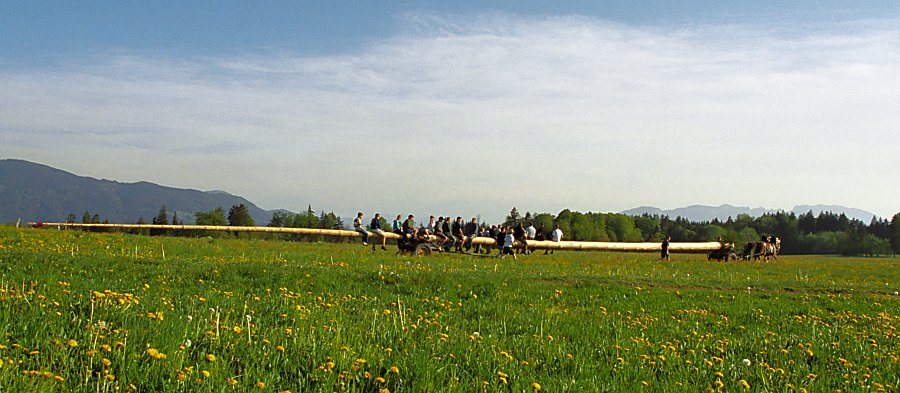
Transport van een Maibaum, 30 april 2007
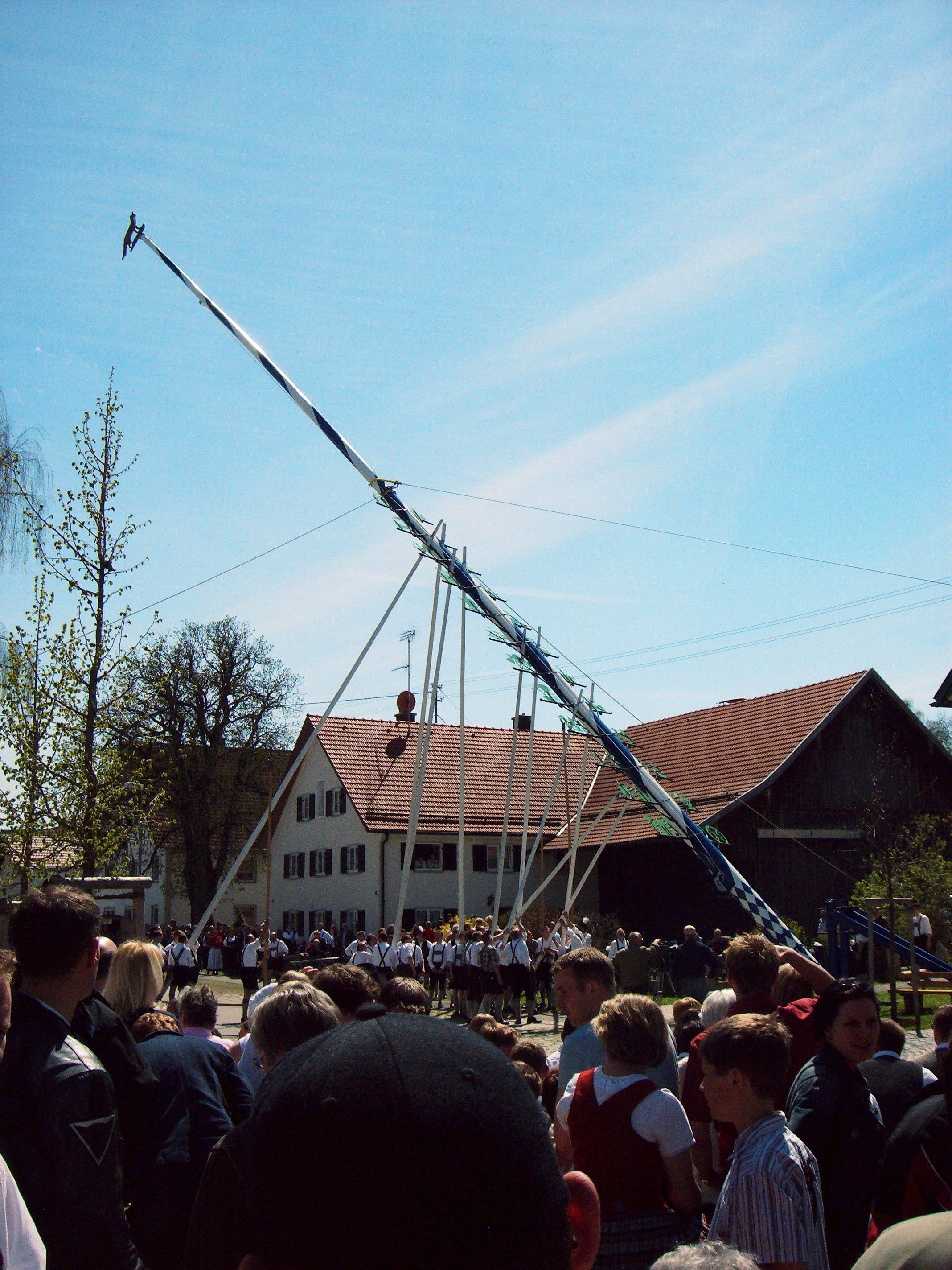
Het "planten" van de Maibaum in Fuchstal, 1 mei 2005
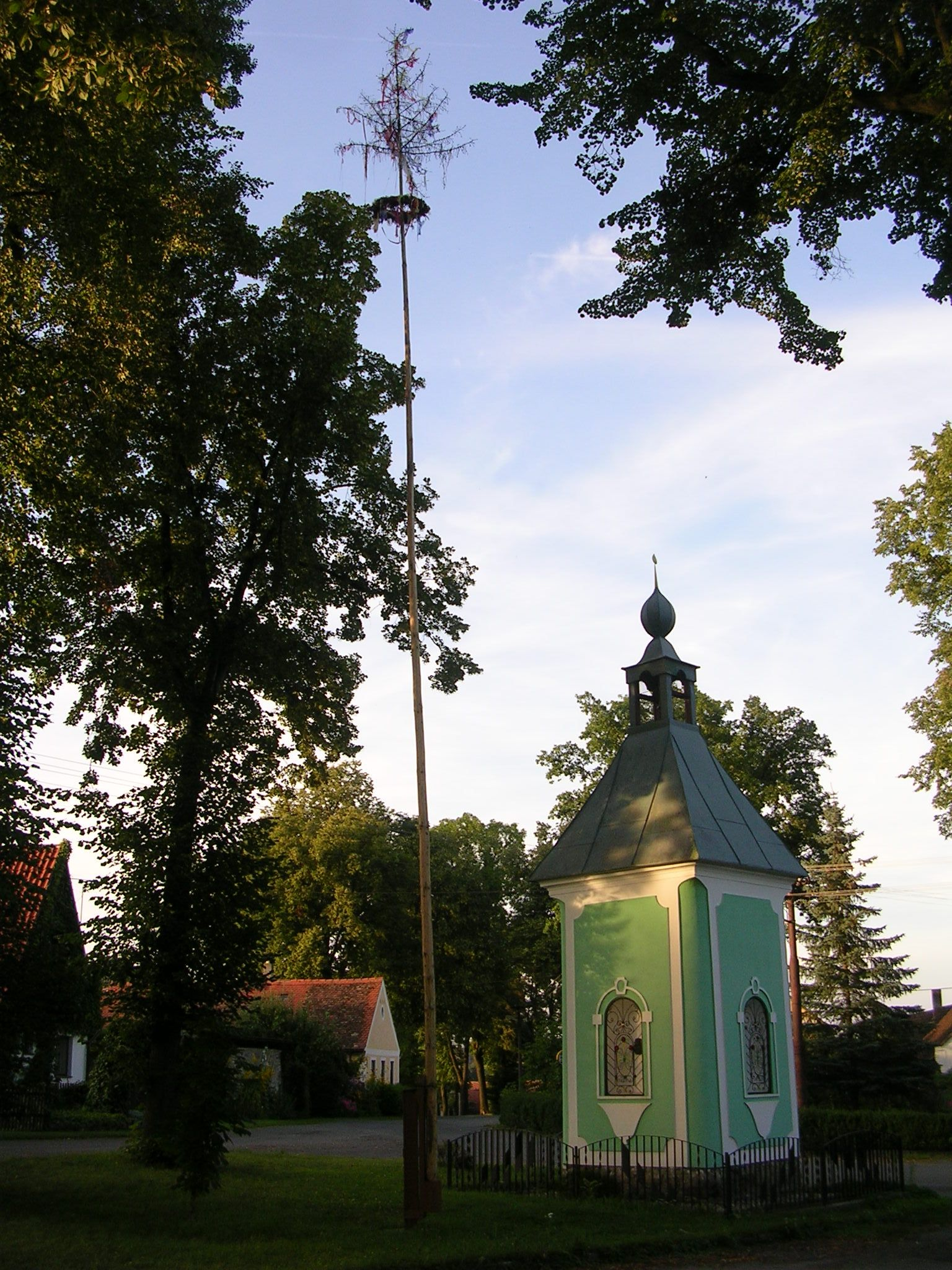
Kapel met májka in Dublovice, 2009
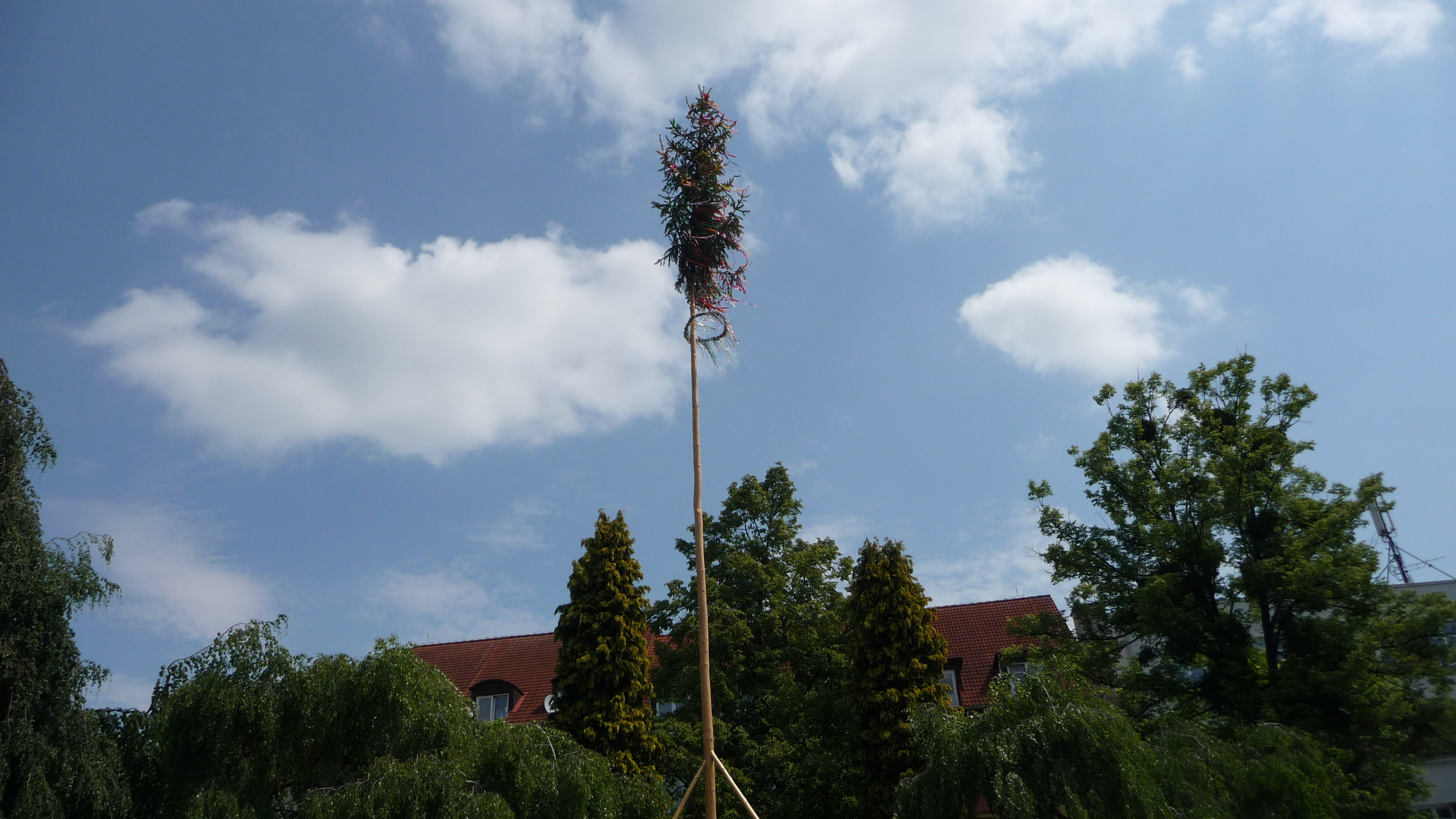
Májka in Fryšták, mei 2011
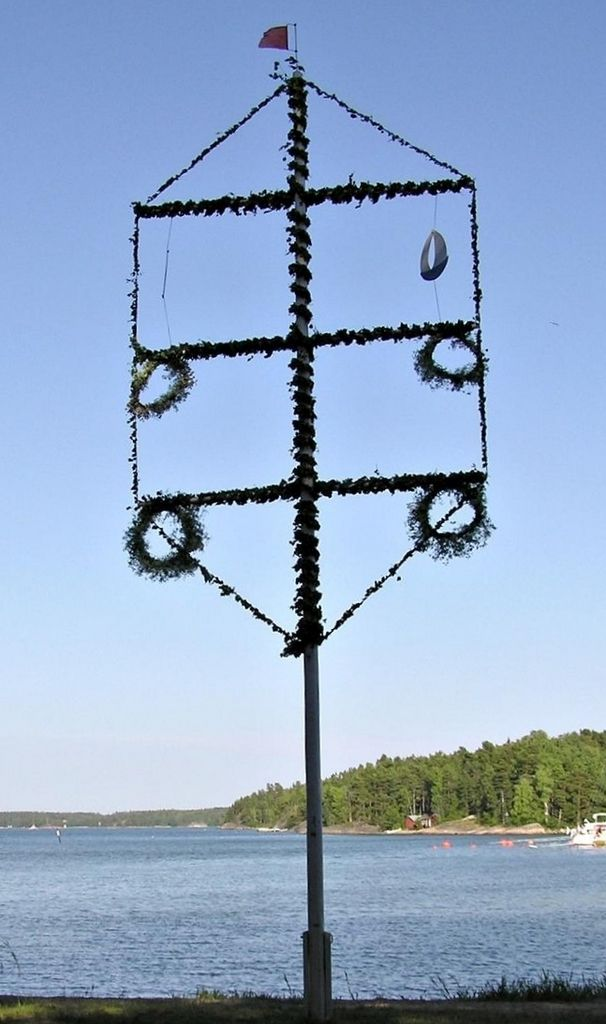
Majstång in Nagu, 2004
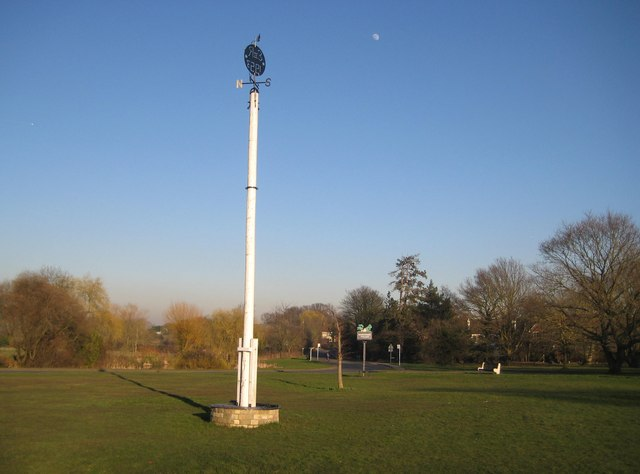
De Maypole in Wood Street Village, Engeland
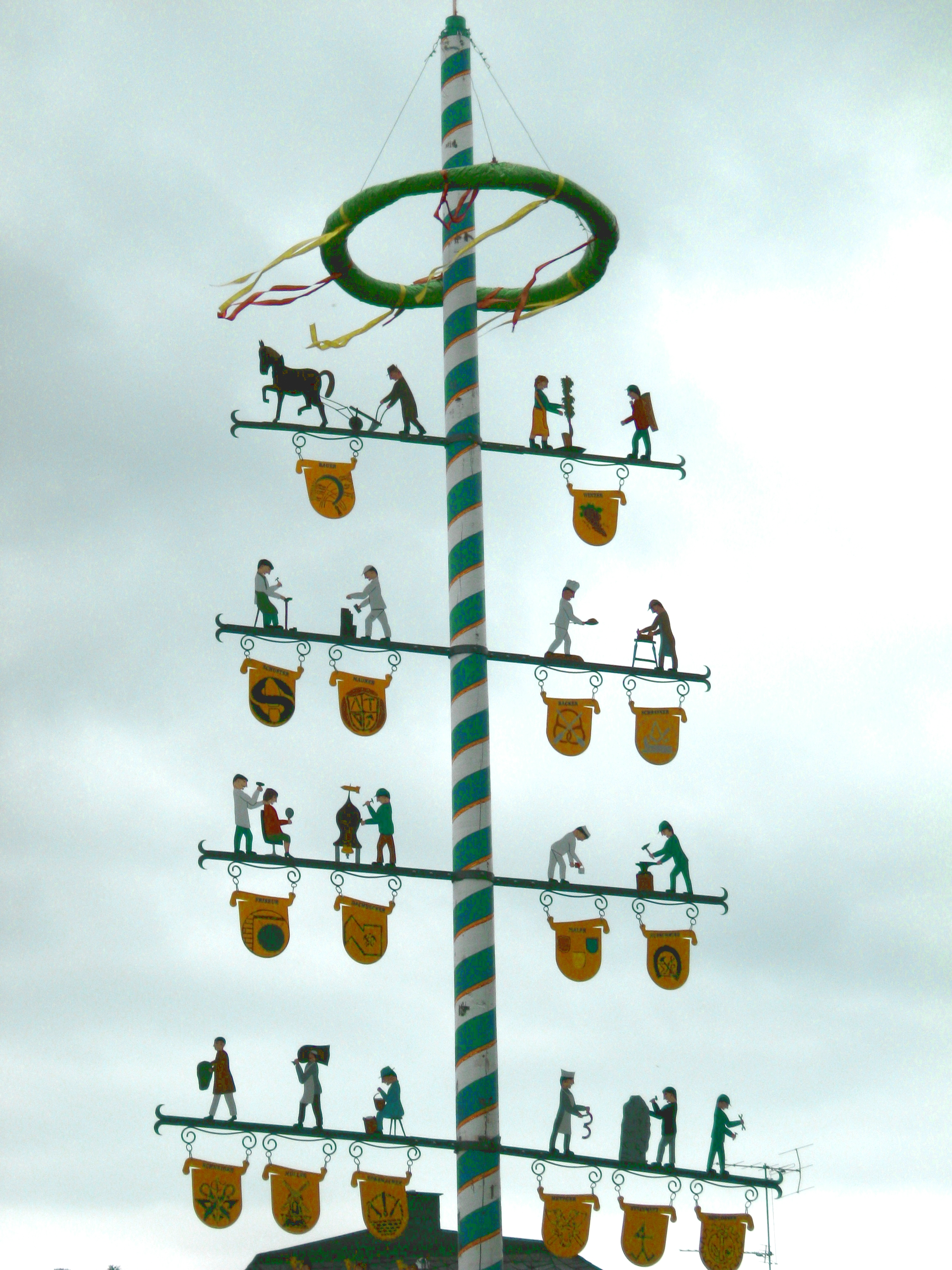
Maibaum in Bengel
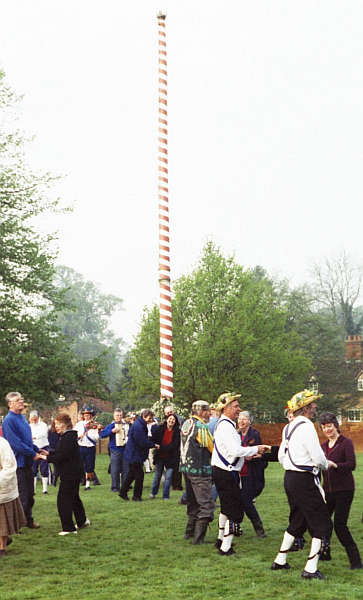
Dorpsbewoners en Morris man dansen rond de Maypole, Ickwell, Bedfordshire, 1 mei 2005
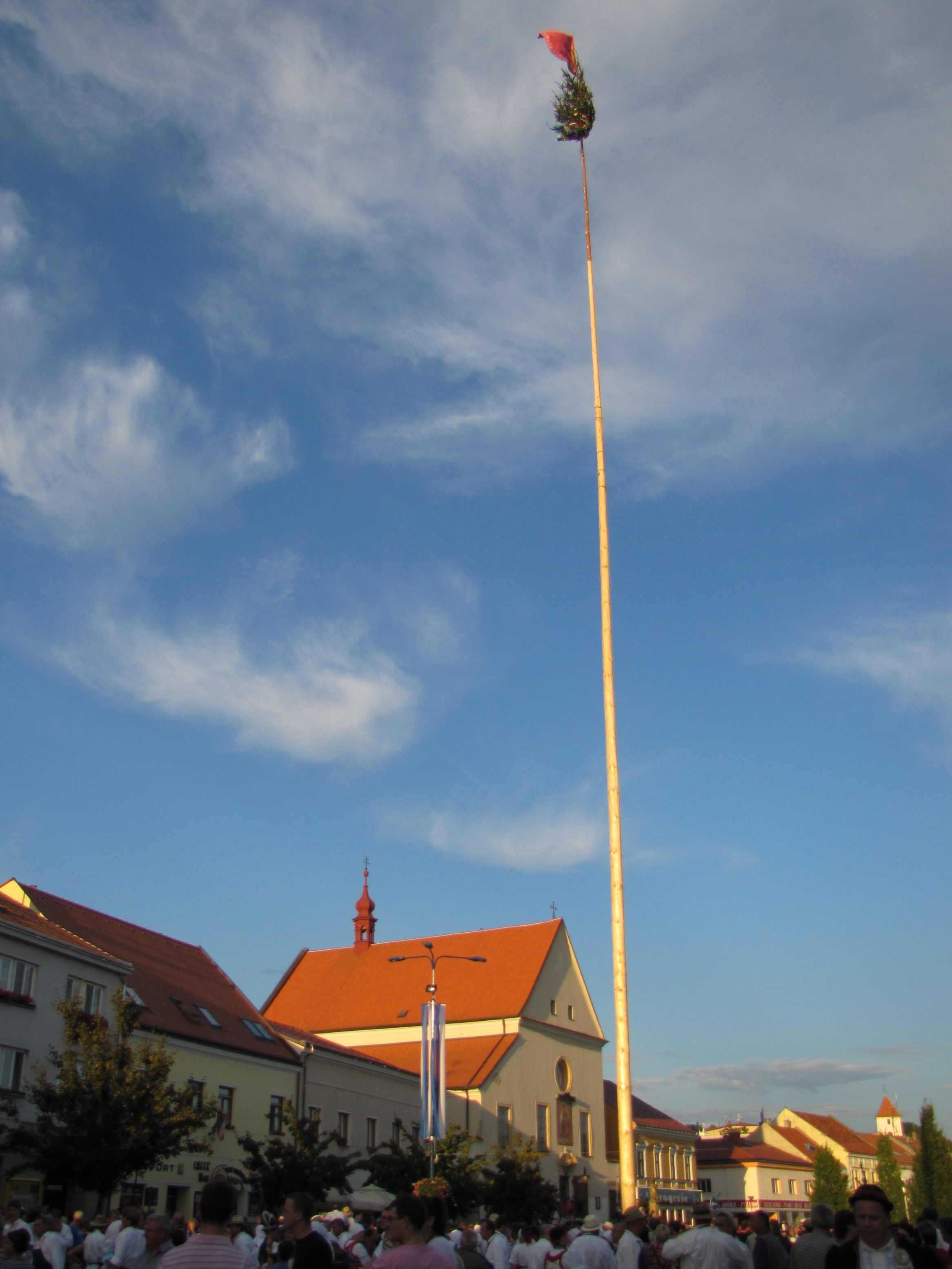
Stavění máje, Tsjechië
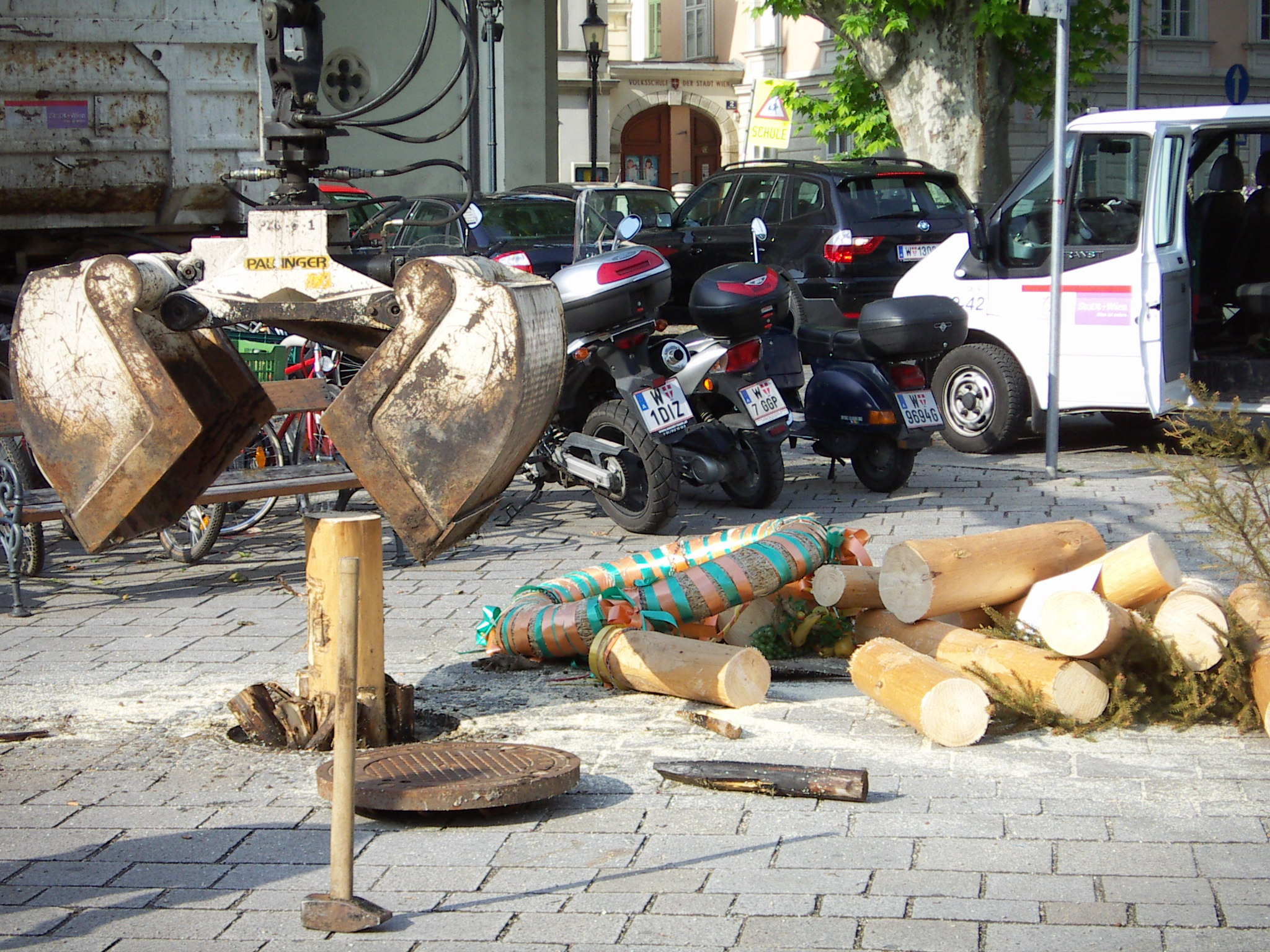
Het verwijderen van de Maibaum in Hietzing, 2008
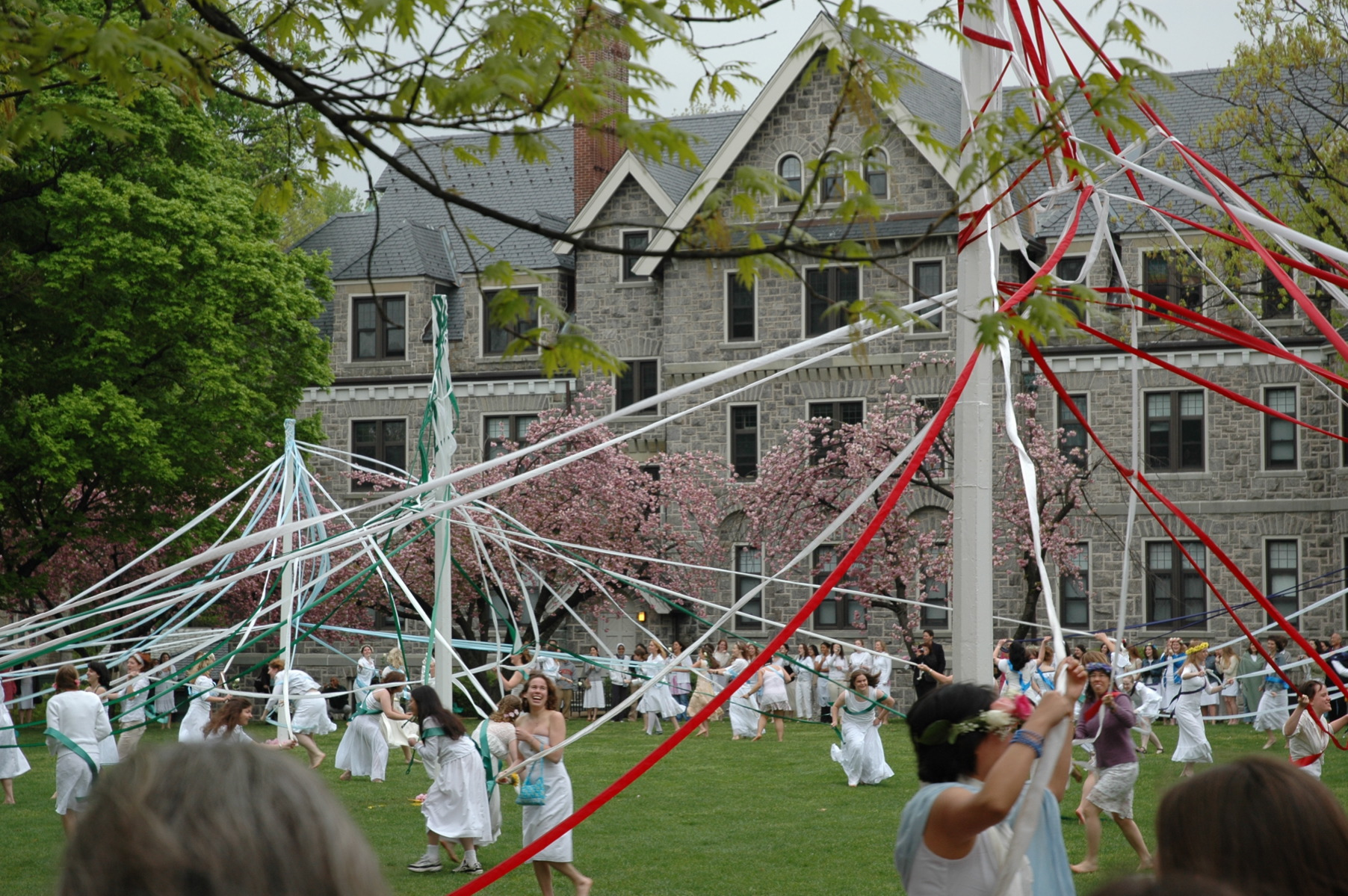
Dansen rond Maypoles, Bryn Mawr College, Verenigde Staten, 1 mei 2005
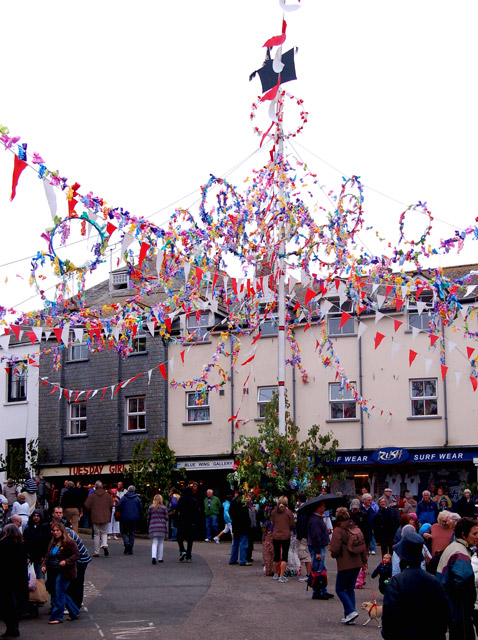
Maypole in Padstow
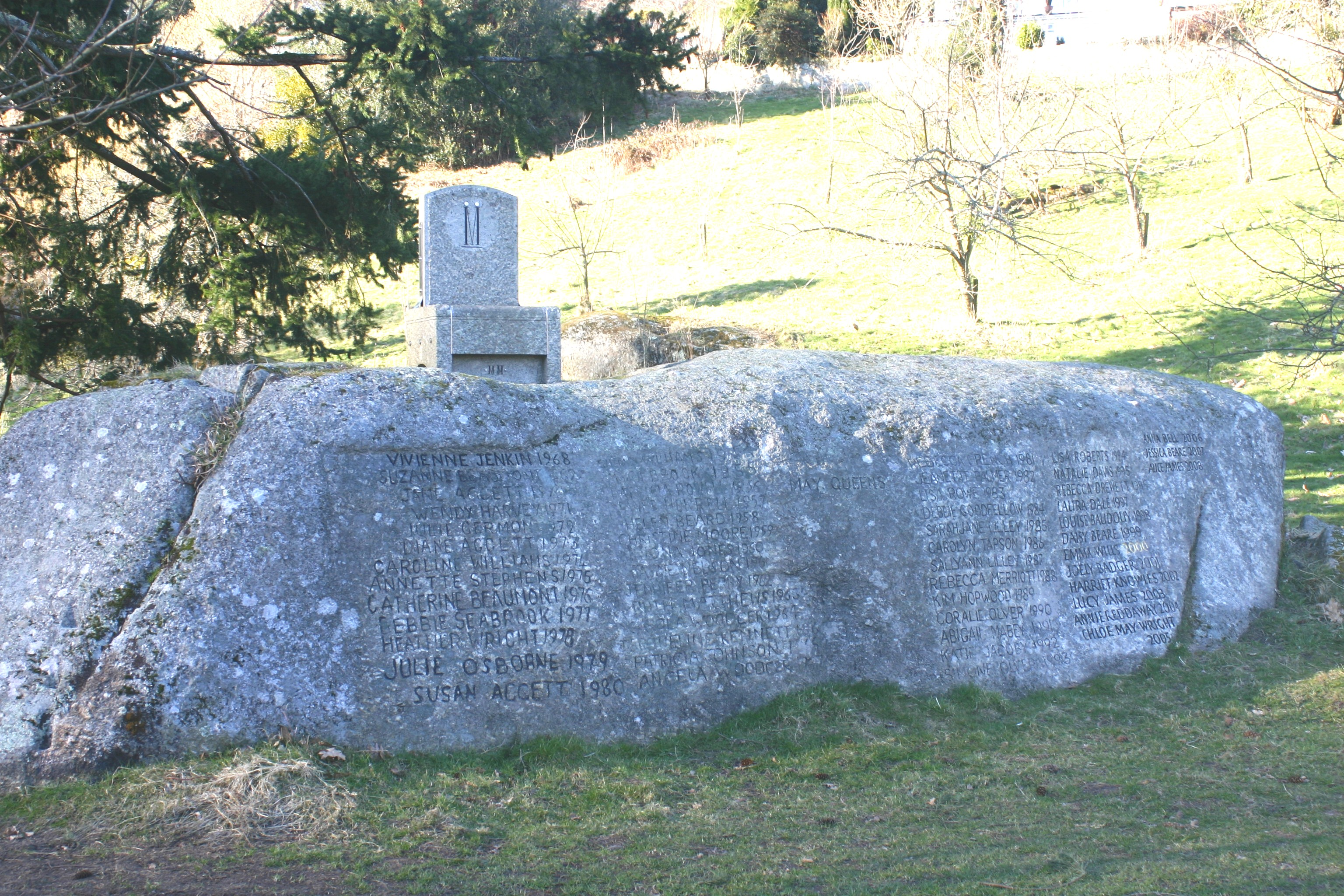
May Queen Rock, hier wordt ieder jaar de meikoningin gekroond en haar naam wordt in de steen gekerfd, Lustleigh
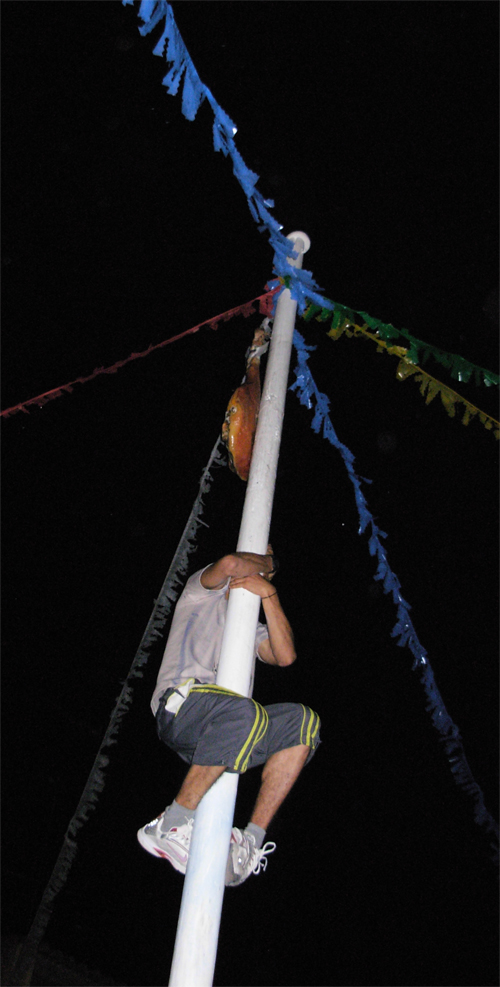
Klimmen in de cucanya (ingevette paal)

## Varia
- In sommige streken plaatst men bij het bereiken van het hoogste punt bij een bouwproject een mei-den op de nok, soms ook een vlag, soms beide. Bij dit "heffen van de mei" is het gebruikelijk dat alle bij de bouw betrokkenen aan het eind van de werkdag een glas drinken. Soms wordt het speciaal voor dit doel gebrouwen pannenbier geschonken. De mei-den blijft meestal een paar dagen staan, totdat de voortgang van de bouw de verwijdering noodzaakt.
- De dans rond de meiboom wordt in verband gebracht met het lopen van het pad van het labyrint in een Trojaburg.
- In het album "De lieve Lilleham" van Suske en Wiske doet Suske mee in een dans rond de meiboom.